# 野火
野火，也稱為森林火災、叢林大火、野地火災或是鄉村火災，是在具有可燃性植被區發生的意料之外、不受控制以及不可預測的火災。根據植被類型，野火可更具體分為叢林大火（在澳大利亞）、沙漠火災、草地火災、山火、泥炭地火災、草原火災、植被火災、南非草原火災或煤層火災。一些天然森林生態系統已適應野火的發生（參見火生態學）。
野火不同於人類在野地所做的功能性焚燒，這此做法稱為策略燒除，但燒除活動也有發展成為野火的可能。
根據木炭化石，顯示在大約4.19億年前的志留紀，陸生植物出現後不久就有野火發生。地球上佈滿富含碳的植被、有季節性的乾燥氣候、大氣中存有氧氣以及普遍發生的閃電和火山噴發，創造出有利火災出現的條件。在整個陸地生命史中，因有野火發生，讓人猜想火一定對大多數生態系統中的動植物有顯著的進化影響。
通常會根據起火原因、物理特性、當時燃燒的材料以及天氣對火災的影響等因素而對野火作分類。野火的表現和嚴重程度是由當時的燃料、自然環境和天氣等因素綜合而成。在氣候循環中，潮濕時期會生長大量燃料，而到乾旱和高溫的季節，通常就會引發嚴重的野火。這些循環因氣候變化的影響而加劇。
自然產生的野火對已長久隨之演化的原生植被、動物和生態系統可能有益。許多植物的生長和繁殖都有賴於火。一些天然林依賴野火。嚴重的野火可能會形成複雜早期遷移森林棲息地（也稱為“斷枝森林棲息地”），其物種豐富度和多樣性可能高於之前未經燃燒過的古老森林。
或者，在野火少發生或已被外來植物侵占的生態系統中發生野火，可能會造成強烈的負面生態影響。
人類社會會受到野火的嚴重影響，包括煙霧和火直接影響健康、財產遭到破壞（尤其是在森林-城鎮交界域）、經濟和生態系統服務喪失以及水和土壤受到污染。野火也會產生重大的間接影響（或稱二級社會影響），例如民眾會要求公用事業防止輸電設備成為火源，以及保險公司會取消或不續簽在野火易發地區的火災保險。
野火是某些地區最常見的自然災害，包括俄羅斯的西伯利亞、美國加利福尼亞州和澳大利亞。地中海式氣候地區或北方針葉林生物群落特別容易受到影響。全球的人類活動讓野火的影響更加嚴重，與自然原因相比，人為野火燒毀的土地面積增加一倍。自20世紀初以來，野火發生的機率已穩步減少。
人類透過氣候變化、土地利用改變和森林消防而對野火產生影響。 
火災嚴重程度增加之後，把自然封存的碳釋放回大氣，增加大氣的溫室效應，導致氣候變化，形成一種正回饋。
現代的森林管理經常會進行策略燒除，以降低野火發生的風險，並促進天然林循環。

## 歷史

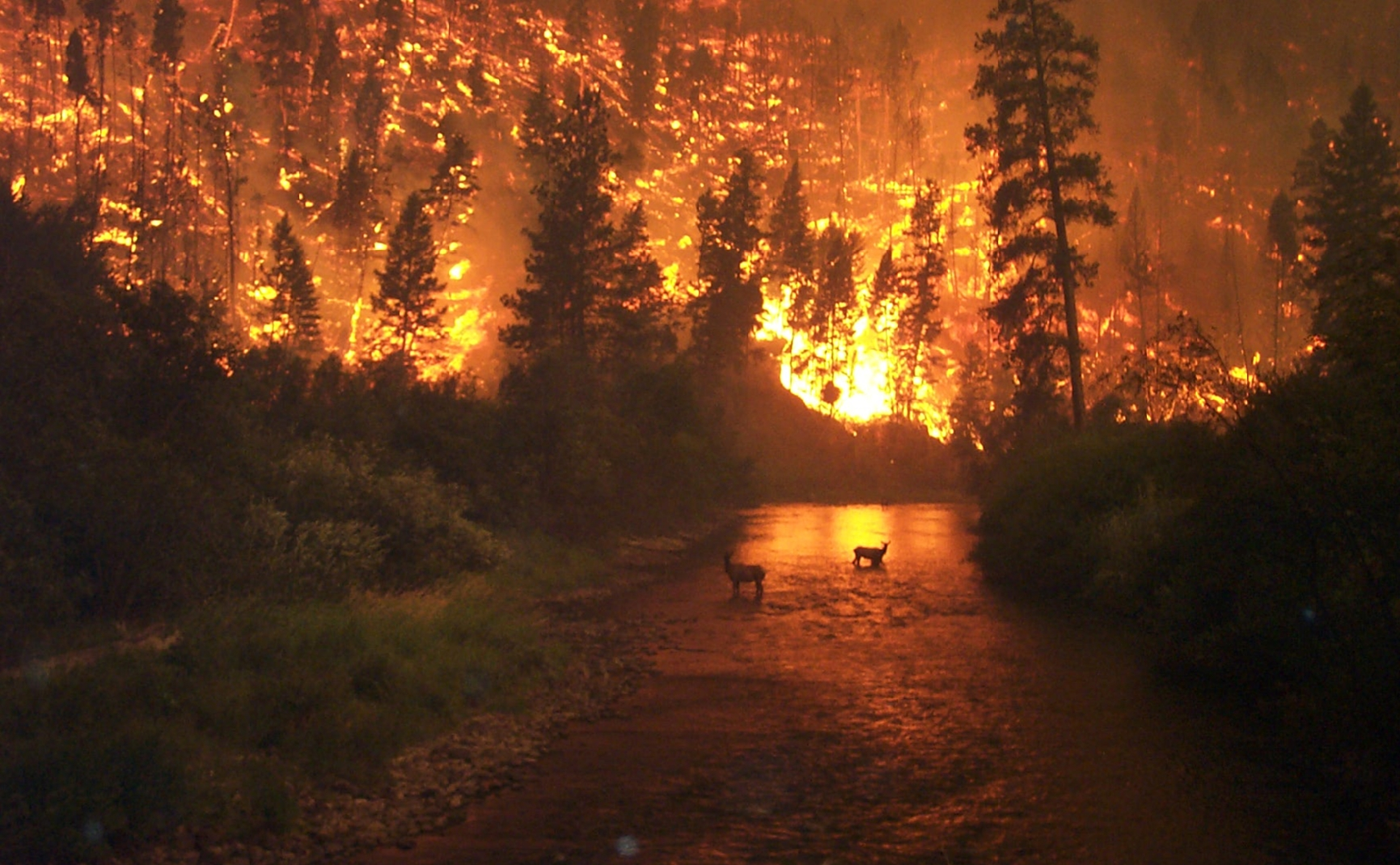
得獎攝影作品：2000年8月，蒙大拿州比特魯特國家森林發生大火，進入水中避火的加拿大馬鹿。

關於野火的第一個證據是以木炭形式存在的巨型真菌原杉菌化石，發現於南威爾斯和波蘭，可追溯到志留紀（約4.3億年前）。在4.05億年前的早期泥盆紀之前的某個時間，悶燒形式的地表火災開始發生。中泥盆紀和晚泥盆紀大氣中的低氧導致木炭豐度減少。額外的木炭證據顯示大火一直持續到石炭紀。之後大氣中的氧氣從晚泥盆紀的13%增加到樂平世的30-31%，因而也有更廣泛的野火分佈。後來從樂平世到三疊紀期間，與野火有關的木炭沉積物減少，原因是當時氧氣水平下降。
古生代和中生代期間的野火模式與現代的類似。有明顯證據顯示旱季引發的地表火災在泥盆紀和石炭紀的前裸子植物森林中發生。可追溯到石炭紀時期的鱗木林有燒焦的樹梢，這是樹冠火災的證據。在侏羅紀的裸子植物森林中，有證據顯示曾發生高頻、輕度的地表火災。第三紀晚期火災活動增加，可能是由於C4類二氧化碳固定草類增加的結果。隨著這些草類轉移到適中棲息地，其高易燃性會增加火災頻率，促進草地形成，超越林地。但火災多發的棲息地會促成桉樹、松樹和紅杉等樹木的生長，這些樹木的樹皮厚實，可抵禦火災，及利用火災的高熱讓種子發芽。

### 人類角色
在舊石器時代和中石器時代，人類將火用於農業和狩獵目的，而把先前存在的景觀和火災模式改變。林地逐漸被較小，便於其中行動、狩獵、種子採集和種植的植被所取代。在有記載的人類歷史中，聖經和荷馬等古典作家都約略提過關於野火的發生。雖然古代希伯來、希臘和羅馬作家都知道火災，但他們對出現野火的野地並非十分感興趣。在人類史上，野火被當作早期熱兵器，在戰鬥中運用。從中世紀開始，就有刀耕火種及管理用火的習俗和法律的記載。德國在歐登瓦德山（1290年）和黑森林（1344年）都有定期焚燒的記錄。薩丁尼亞島在14世紀建有防火道，用來預防野火。在1550年代的西班牙，國王菲利普二世不鼓勵在某些省份放牧綿羊，原因是移牧時放的火會產生有害影響。早在17世紀，美國原住民就被發現會把火用於多種用途，包括耕種、烽火傳訊和戰爭。蘇格蘭植物學家大衛·道格拉斯注意到當地人種植菸草，驅趕鹿進入較小的區域以利圍獵，並在取得蜂蜜和捕蚱蜢為食時，會使用火。在中美洲太平洋沿岸的沉積物中發現的木炭顯示，在西班牙殖民美洲之前的50年裡，比殖民之後有更多的燃燒，顯示出當時原住民人口的快速凋零，推測在北美洲的情況也類似。在第二次世界大戰後的波羅的海地區，由於社會經濟變化，導致政府訂立更嚴格的空氣品質標準和禁止使用傳統燃料的規定。在19世紀中葉，搭載英國研究船小獵犬號的探險家觀察到澳大利亞原住民使用火進行地面清理、狩獵和整地耕作（即刀耕火種）。 
野火通常發生在氣溫升高和乾旱時期。黃石國家公園東北部沖積扇中與火災有關的土石流增加與公元1050年至1200年之間的時期有關，當時正逢中世紀溫暖時期。但人為影響導致火災頻率更為增加。芬蘭的樹輪年代學火痕數據和木炭層數據顯示，雖然有許多火災是在嚴重乾旱條件下發生，但公元前850年到公元1660年期間，火災數量增加可歸因於人類影響。美洲的木炭證據顯示，公元1年至1750年之間發生的野火較之前普遍減少。而北美洲和亞洲的木炭數據顯示，在1750年至1870年期間，火災頻率增加，是由於人口增長和土地清理等因素所造成。之後在20世紀，野火整體次數減少，此與農業擴張、牲畜放牧增加，以及防火工作有關聯。一項統合分析發現，1800年之前的加利福尼亞州，與最近幾十年相比，每年燒毀的土地面積多出17倍（前者1,800,000公頃/年，後者102,000公頃/年）。 
根據一篇發表在期刊《科學雜誌》上的論文，1998年至2015年間，自然和人為火災的數量減少24.3%。研究人員解釋說，從游牧轉為定居生活方式，以及農業集約化，導致因清理土地而發生的火災減少。
某些樹種（即針葉樹）的增加多過其他樹種（即落葉書）時，會增加野火風險，特別是當這些針葉樹是以單一耕作的方式栽種。一些入侵物種的樹木經由人類引入（為造紙用途），在某些情況下還會增加野火的強度。此類例子有加利福尼亞州的桉樹和澳大利亞的甘巴草等。

## 點燃
野火發生，通常會評估最初點燃是由自然原因或是人為原因所造成。

### 自然原因
自然原因包括：
- 閃電
- 火山噴發
- 落石產生(焰)
- 自燃

### 人類活動
在中緯度地區，最常見的人為原因是會產生火花的設備（鏈鋸、研磨器、割草機等）、架空輸電線路和人為縱火。在熱帶區，農民經常在旱季採用刀耕火種的方式清理土地。當成千上萬的農民同時如此做時，若從地球軌道往下俯瞰，可看到一塊大陸宛如被大片火焰吞噬。
世界各地有數千處煤層火災在進行中，例如澳大利亞新南威爾斯州的燃燒山丘、美國賓夕法尼亞州的森特勒利亞以及中國發生的多起煤礦火災。這類火災也會意外發生，且點燃其旁的易燃材料。

## 蔓延

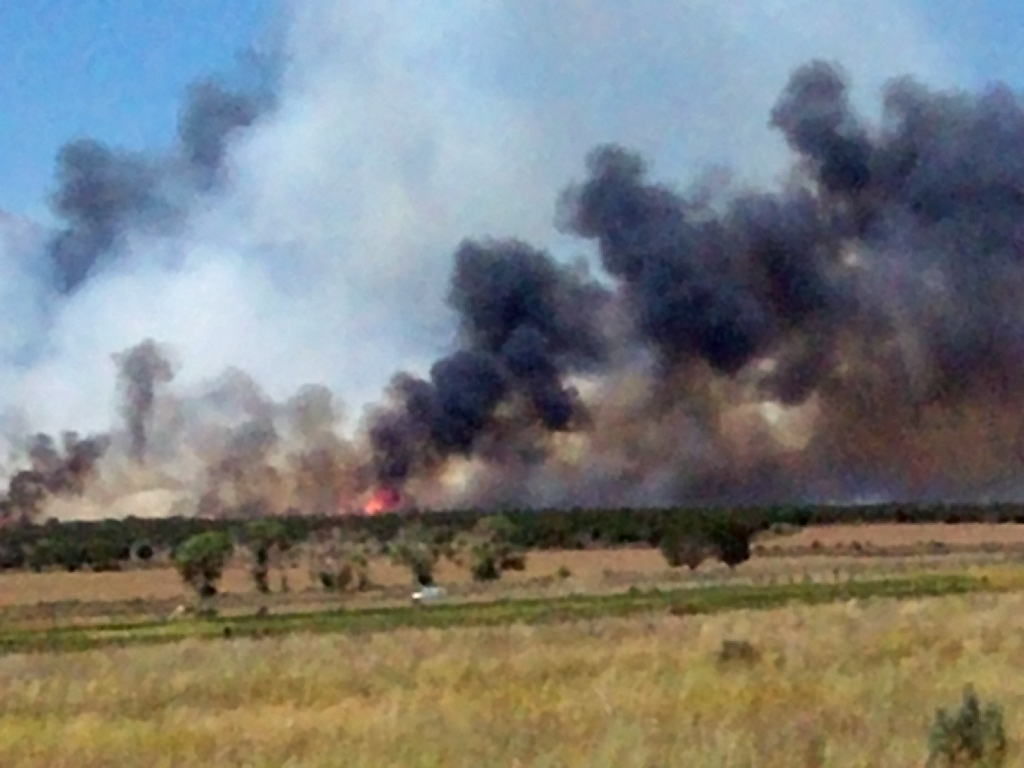
在美國猶他州西部沙漠區發生的地表野火。

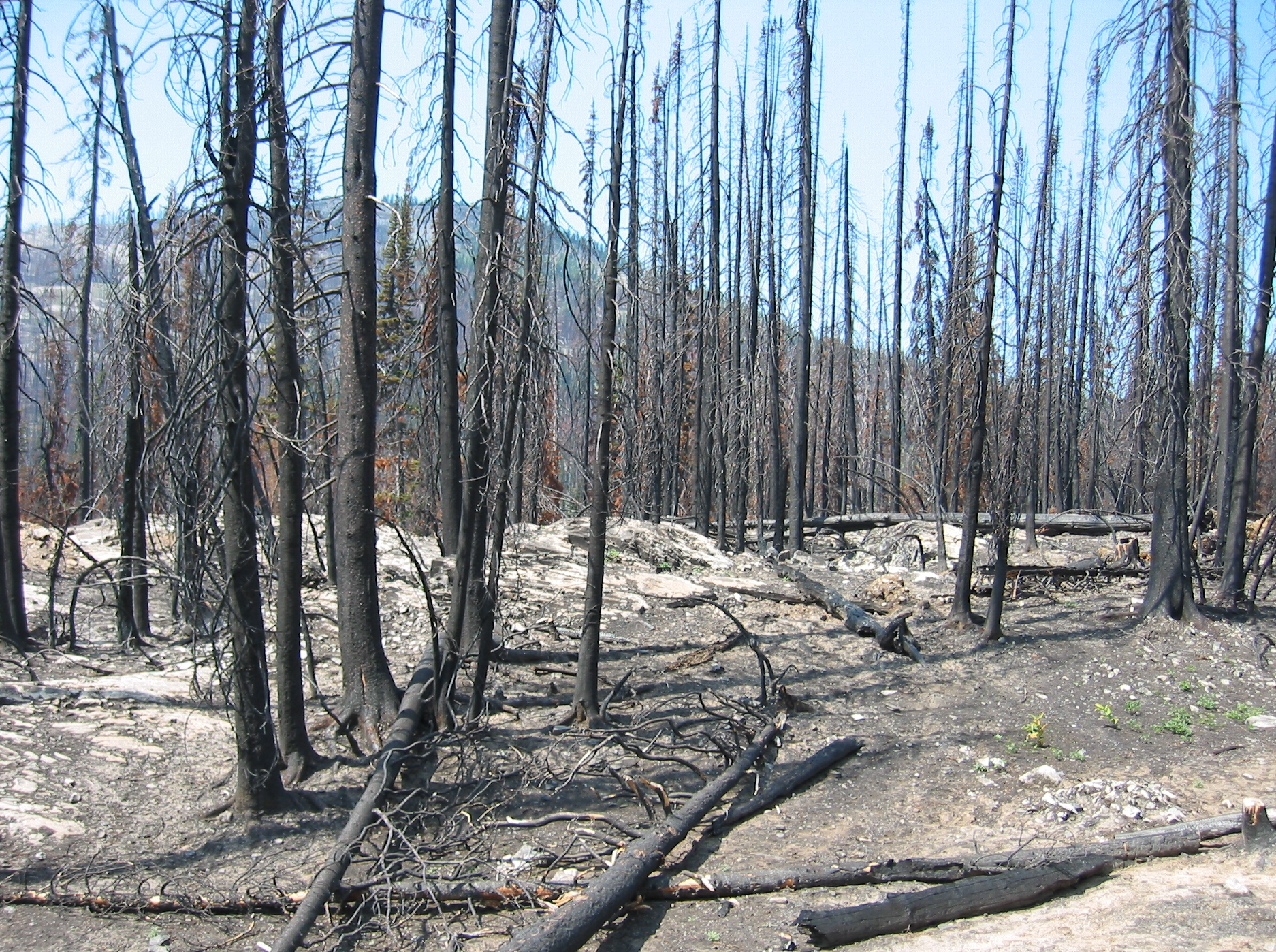
美國境內的喀斯開山脈，經歷樹冠野火之後的景象。

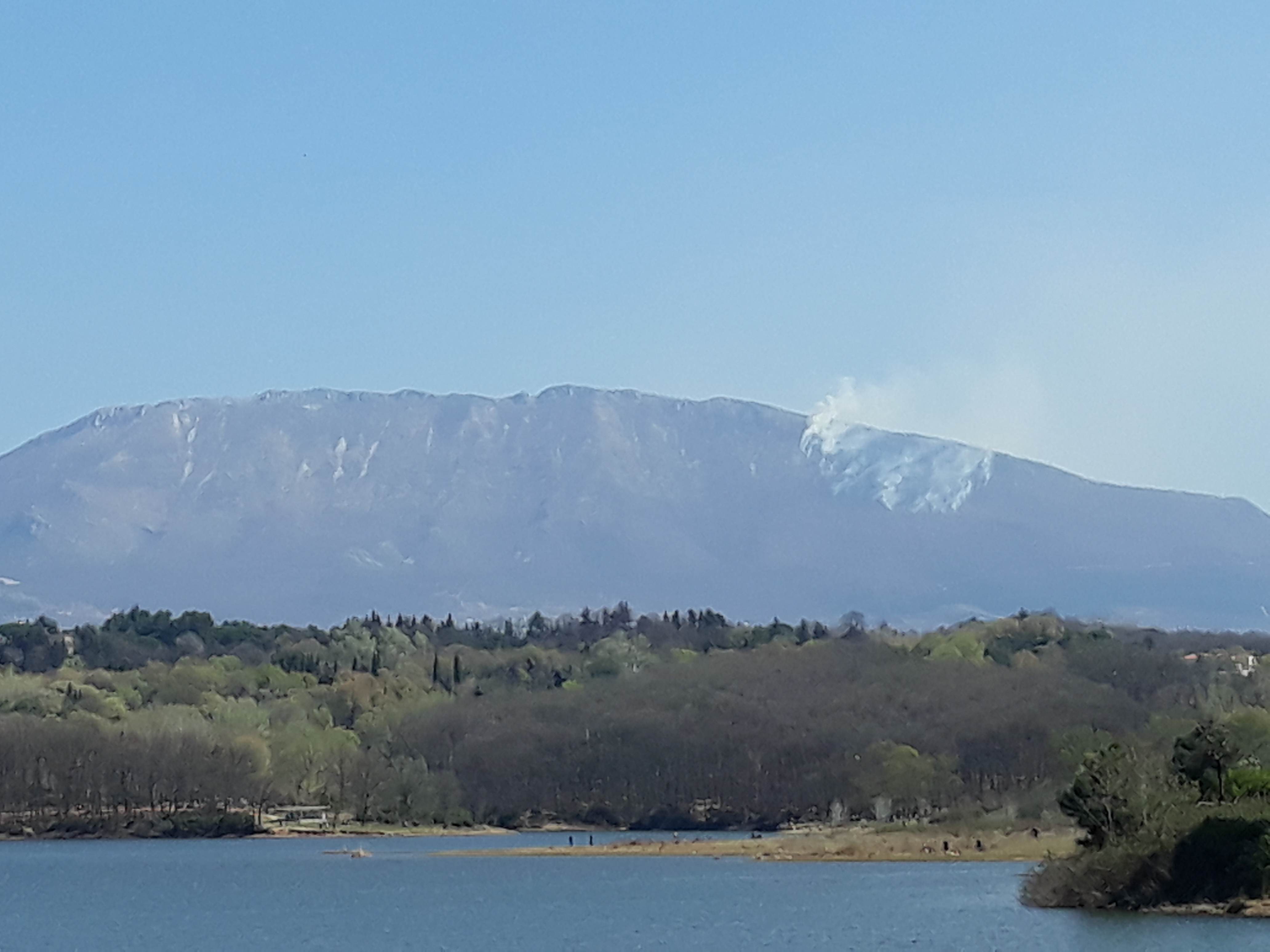
在阿爾巴尼亞達伊特國家公園發生的森林火災，遠眺一景。

野火的蔓延因當地存在的易燃材料及其配置、濕度以及天氣條件而異。易燃材料的佈置和密度在一定程度上會受地形影響，因為地形決定植物可受到的日照和所需的水等因素。總結是火災通常因燃料種類而有不同的特徵：
- 地下火災由植物地下根、森林地表（英语：forest floor）殘屑和其他埋藏的有機物質助長。這種燃料特別容易因餘燼跳躍而著火。這種火災通常是種悶燒形式，可緩慢燃燒數天至數月，例如印尼加里曼丹和東蘇門答臘的泥炭地火災，這是印尼政府為執行巨型植稻計畫（英语：Mega Rice Project），無意中開發泥炭沼澤森林，泥炭乾燥後而發生的火災。[63][64][65]
- 爬行或地表火災由森林地表上的低矮植被如樹葉和樹枝、殘片、草和低矮灌木叢所助長。[66]這種火災的燃燒溫度通常低於樹冠火災（低於400°C (752°F)），通常以緩慢的速度蔓延，但遇到陡峭的斜坡和有風之時，蔓延速度會加快。[67]
- 階梯（ladder）火災會燃燒低層植被和樹冠之間的易燃材料（例如小樹、倒下的原木和藤本植物。入侵物種如葛、小葉海金沙和其他攀爬植物也會助長階梯火災。[68]
- 樹冠火災會燃燒樹冠層懸掛的，例如高聳樹木的樹枝、藤本植物和苔蘚。這種點燃稱為crowning，取決於懸掛物的密度、樹冠層高度、冠層連結密度、地表火和階梯火的程度、植被水分含量以及期間的天氣條件。[69]人類點燃的林木更換火災（stand-replacing fires ）會蔓延到亞馬遜雨林，而對特別不適合高溫或乾旱條件的生態系統產生破壞作用。[70]

在澳大利亞北部的季風區，地表火災會蔓延，有種情況是大型飛鳥會故意攜帶木片或是草叢越過防火道，當這些材料引燃或是悶燒時，獵物會被火逼出，而被鳥類捕獲。會從事這類活動的物種有黑鳶、嘯栗鳶和棕隼 。當地原住民很早就知道這種行為，也會在他們的神話中提起。 

## 物理特性

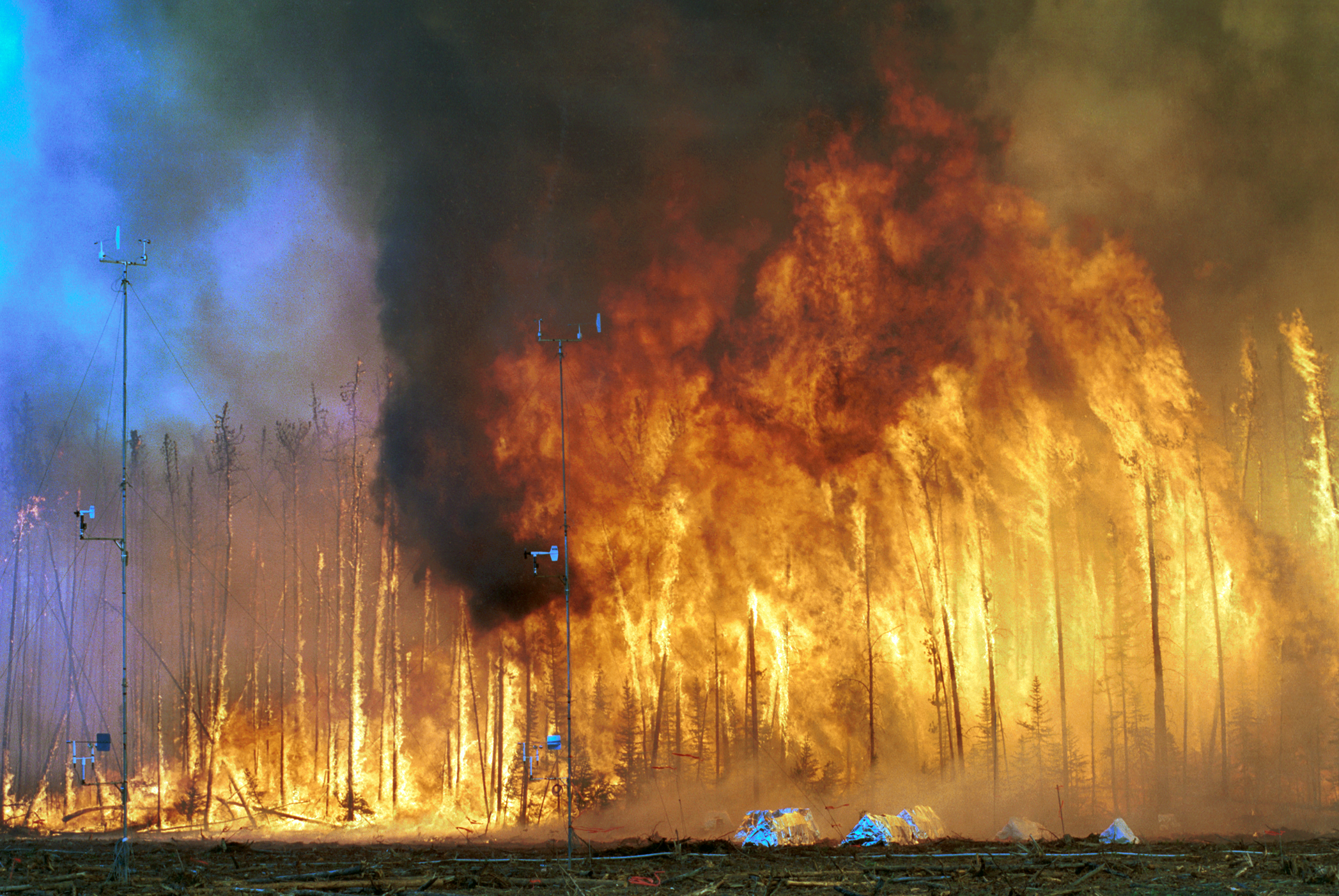
於加拿大進行的樹冠火災實驗。

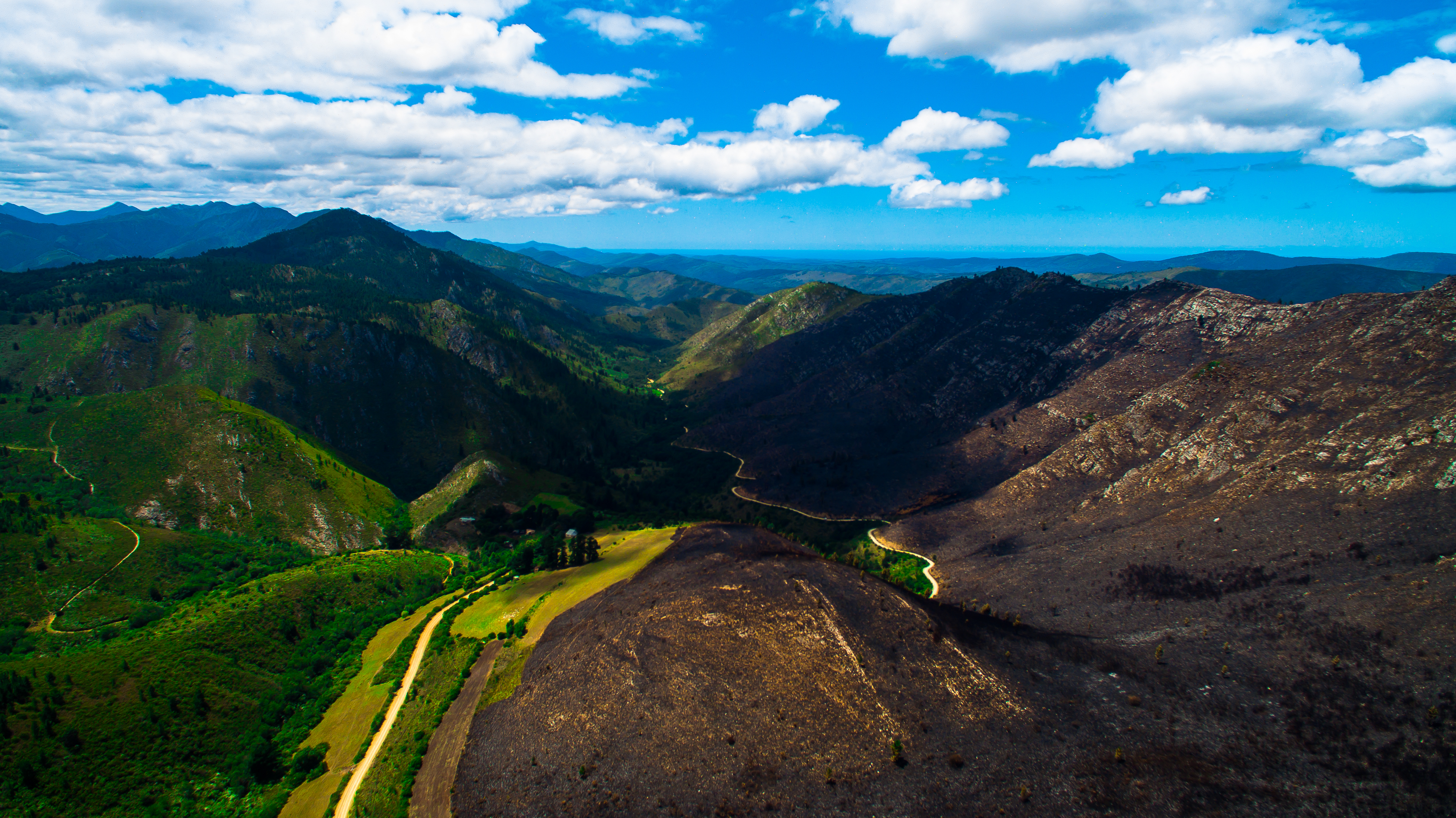
南非的一條泥土路，充當防火道，路右邊業經過焚燒，而路左邊安然無恙。

當所謂火三角的所有必要元素都集中在一個易受影響的區域時，就有發生野火的機會：點火源與可燃材料（例如植物）接觸，材料受到足夠的熱量，並從周圍獲得充足的氧氣。當水分含量高的時候，通常會防止點燃，或是減緩傳播，必須有足夠的熱度來把材料中的水分蒸發，並加熱到燃點。茂密的森林會提供更多樹蔭，產生較低的溫度和較高的濕度，因此野火不易在此發生。密度較小的材料如草和樹葉，因為它們比密度較大的樹枝和樹幹含有較少的水分，較易點燃。 植物經蒸發散會持續失去水分，但通常可從土壤、濕氣或雨水中吸收水分而達到平衡。如果不能保持這種平衡，植物會變乾，更易燃，這情況通常會在乾旱時期發生。
所謂野火前鋒是火焰接觸尚未燃燒的物質，造成接續燃燒的部分，或是悶燒的物質過渡到未悶燒的物質。當前鋒靠近時，火會透過對流和熱輻射而加熱周圍的空氣和木質。首先，當水被100°C (212°F) 的溫度蒸發時，木材變乾燥。木材接著在230°C (450°F) 時開始熱裂解，釋放出易燃氣體。最後木材會在380°C (720 °F) 下悶燒，或經充分加熱後，在590°C (1,000°F) 下點燃。在野火火焰到達特定位置之前，野火前鋒的熱傳播就會把空氣加熱到800°C（1,470°F），為易燃材料預熱以及乾燥，而讓材料更快著火，並讓火勢蔓延更快。高溫和長時間的地表野火會助長閃燃（也稱torching）：烘乾林冠，隨後讓下方開始著火。
野火通過稠密，不間斷的易燃材料燃燒時，具有快速的前向傳播率 (forward rate of spread ，FROS)。其移動速度可達每小時10.8公里（6.7英里/小時），在草原上的移動速度可達每小時22公里（14英里/小時）。野火會往與主前鋒呈切線的方向發展，形成側鋒，或是回鋒，朝主鋒的相反方向燃燒。它們還可通過餘燼跳躍傳播，因為風和垂直對流柱攜帶火種（木材餘燼）和其他燃燒材料穿越原本可充當防火道的道路、河流和其他障礙物。樹冠上的閃燃和火災助長跳躍點燃，野火周圍乾燥的地面燃料特別容易點燃。當熾熱的餘燼和火種順風跳躍點燃遠處的燃料時，會造成局部火災。在澳大利亞發生的叢林大火，已知最遠的餘燼跳躍是發生在野火前鋒之前20公里（12英里）處。
北美洲在近年發生不受控制的大型野火次數有所增加，對城市和農業集中區產生重大影響。不受控制的火災造成的身體傷害和健康壓力尤其會摧毀受災區的農場和牧場經營者，引起醫療保健提供者群體的關注，並倡導為這一群組提供服務。
特別是大型野火會以其煙囪效應影響到附近的氣流：空氣受熱後上升，大型野火會產生強大的上升氣流，從周圍區域吸入新的、較冷的空氣而形成熱柱。這種具有不同溫度和濕度的巨大垂直氣流形成具有龍捲風威力的火積雲、強風和火龍卷，速度超過每小時80公里（50英里/小時）快速傳播速度、大量的冠火或是跳躍點燃、火龍卷出現和強烈生成對流柱，顯示已創造出極端條件。 
野火產生的熱量會導致岩石和巨石嚴重風化。這種熱度可讓巨石迅速膨脹並發生熱衝擊，造成結構破壞。

## 氣候變化影響

在過去30年期間，受美國野火焚燒的平均土地面積幾乎增加兩倍。

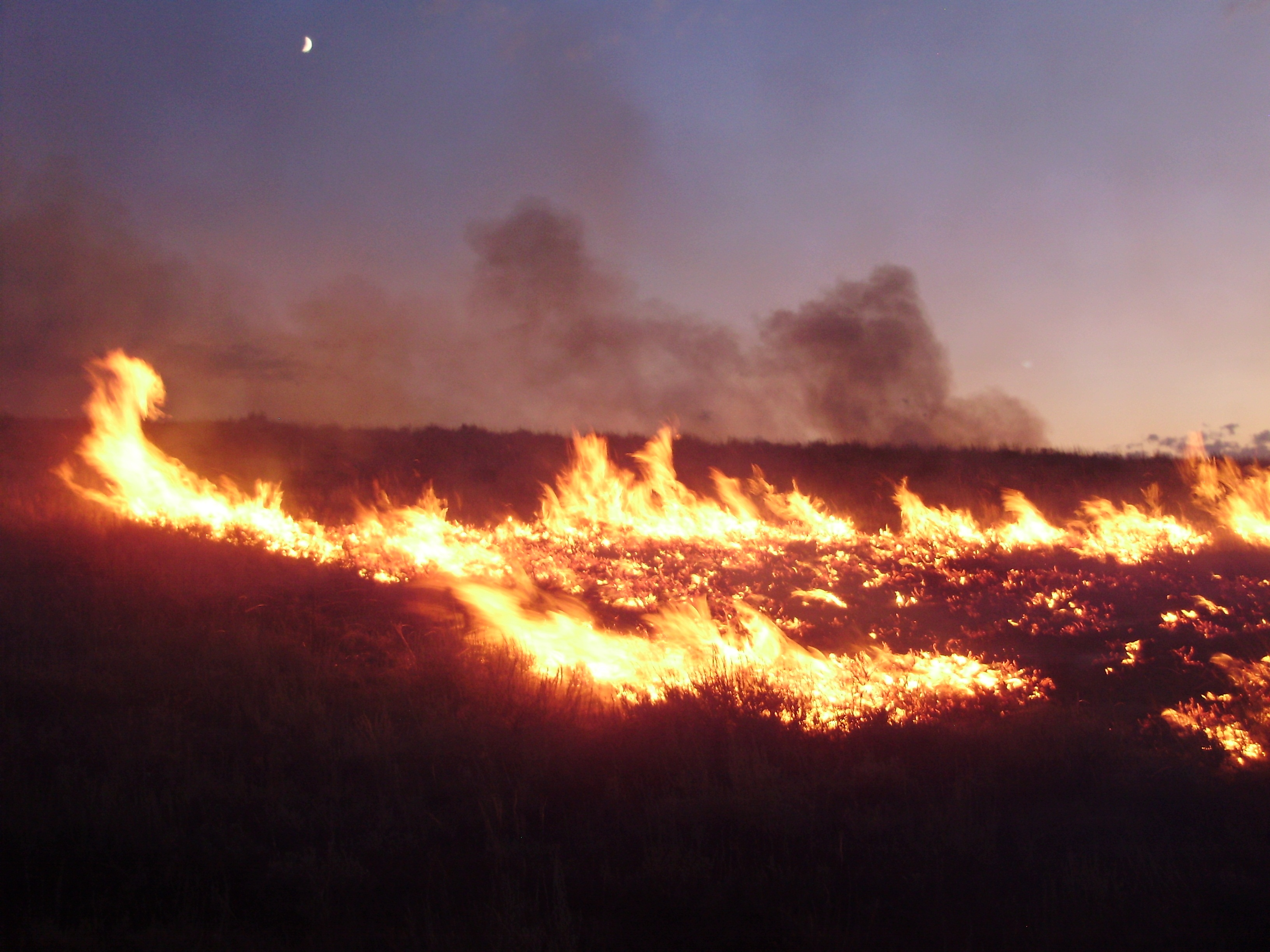
由閃電導致的野火經常在內華達州的乾季時發生。

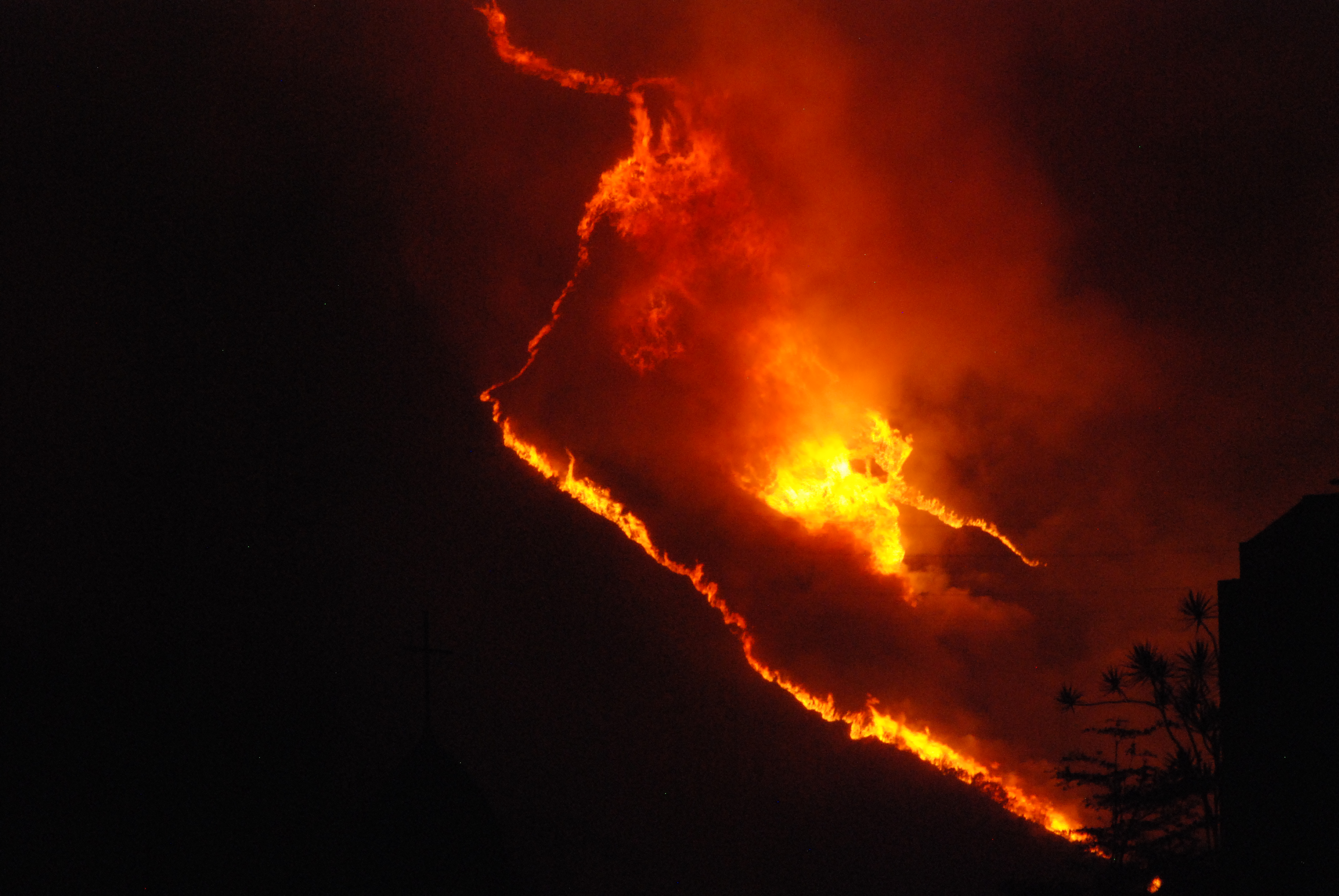
委內瑞拉乾旱期間發生的一場野火。

### 熱浪和乾旱提升風險
熱浪、乾旱、氣候變化（如聖嬰現象）和區域天氣模式（如高壓脊）會增加風險，並顯著改變野火的行為。降水多年後，接著有溫暖的時期，會助長更廣泛的火災和更長的火災季節。熱浪以同樣的方式影響野火，讓草木變乾，更易燃。自20世紀80年代中期以來，較早的融雪和相關變暖也與美國西部野火季節（即一年中最易發生火災的時間）的長度和嚴重程度的增加有關聯。全球變暖會促進許多地區乾旱的強度和頻率，造成更強烈和更頻繁的野火。在2019年所做的一項研究顯示，加利福尼亞州火災風險的增加或可歸因於人類活動導致的氣候變化。一項對8,000多年前沖積層沉積物的研究發現，較溫暖的氣候時期曾發生嚴重的乾旱和林木更換火災，並總結出氣候對野火的影響如此強大，以至於在較溫暖的未來，想要重建經歷開發之前之的森林結構，幾乎不可能。
野火強度也會在白天增加。由於濕度較低、溫度升高和風速增加，原木在白天的悶燒率可提高達五倍。白天的陽光讓地面變暖，產生向上移動的氣流。到晚上，土地變冷，產生下降的氣流。野火受到這類氣流煽動，經常會隨之越過山丘和谷地。歐洲的野火經常發生在中午12點和下午2點。美國的24小時森林消防行動從上午10點展開，因為白天的溫度會讓當時的強度增加。
1974年至1975年的夏天，位於南半球的澳大利亞遭受有記錄以來最嚴重的野火，該國有15%的陸地遭受“大面積火災破壞”。那年的大火燒焦大約1.17億公頃（2.9億英畝；1,170,000平方公里；450,000平方英里）的土地。澳大利亞自1950年以來，許多地區每年的炎熱天數（35°C以上）和酷熱天數（40°C以上）顯著增加。該國一直有叢林大火發生，但在2019年的火災範圍和兇猛程度急劇增加。大雪梨地區在當年首次宣布發生災難性叢林大火。新南威爾斯州和昆士蘭州宣布進入緊急狀態，而南澳州和西澳州也有野火發生。
2019年，極端高溫和乾燥的氣候（參見2019年的氣候變化）在西伯利亞、美國阿拉斯加州、西班牙加納利群島、澳大利亞和亞馬遜雨林引發大規模野火。在亞馬遜雨林的火災主要是由非法伐木所引起。火災產生的煙霧在廣大地區蔓延（包括幾個主要城市），而大幅降低空氣品質。
截至2020年8月，當時野火的嚴重程度比2019年高出13%，主因是氣候變化和森林砍伐。亞馬遜雨林的生存受到野火的威脅。根據英國世界自然基金會科學與保護執行主任邁克·巴雷特 (Mike Barrett) 的說法，如果這片熱帶雨林被毀，“人類將輸掉應對氣候變化的鬥爭。永無回頭路可走。”在2021年，土耳其、希臘、美國加利福尼亞州和俄羅斯均發生破紀錄的野火，被認為均與氣候變化有關聯。

### 火災產生的二氧化碳和其他排放物
野火釋放大量二氧化碳、黑碳和褐碳微粒，以及臭氧前體物，如揮發性有機物和氮氧化物 (NOx)。 這些排放會影響區域性乃至全球的太陽輻射、雲層和氣候。野火還會釋放大量的半揮發性有機物，這些物質可在排放後數小時至數天內從氣相中分離出，形成二次有機氣膠 (SOA)。此外，在空氣傳輸過程中形成的其他污染物會讓遠離野火區的人群接觸到有害物質。野火直接排放的污染物會影響第一線救災人員和當地居民，但煙霧也會以長距離傳輸方式，影響到當地、區域性和全球空氣品質。輸送的煙霧是否與地表空氣品質相關，取決於它們在大氣中的位置，而這又取決於煙霧初始進入大氣的高度。噴射到大氣邊界層 (PBL) 上方的煙霧可從氣象衛星檢測到，並在改變地球能量收支方面發揮作用，但不會與地表空氣混合，而影響到空氣品質和人類健康。而困在大氣邊界層淺層中的煙霧（透過夜間穩定的大氣分層或是地形捕獲）會因特別集中，而對地表空氣品質造成問題。在整個火災生命週期中，野火強度和煙霧排放量並不恒定，會傾向遵循在下午晚些時候和傍晚達到峰值的晝夜循環模式，與數理的單峰或雙峰常態分布相當近似。
在過去一個世紀，野火佔全球碳排放量的20-25%，其餘來自人類活動。 到2020年8月，全球野火造成的碳排放量相當於歐盟的年平均排放量。加利福尼亞州在2020年，野火釋放的碳明顯高於該州其他來源的碳排放量。

## 生態學

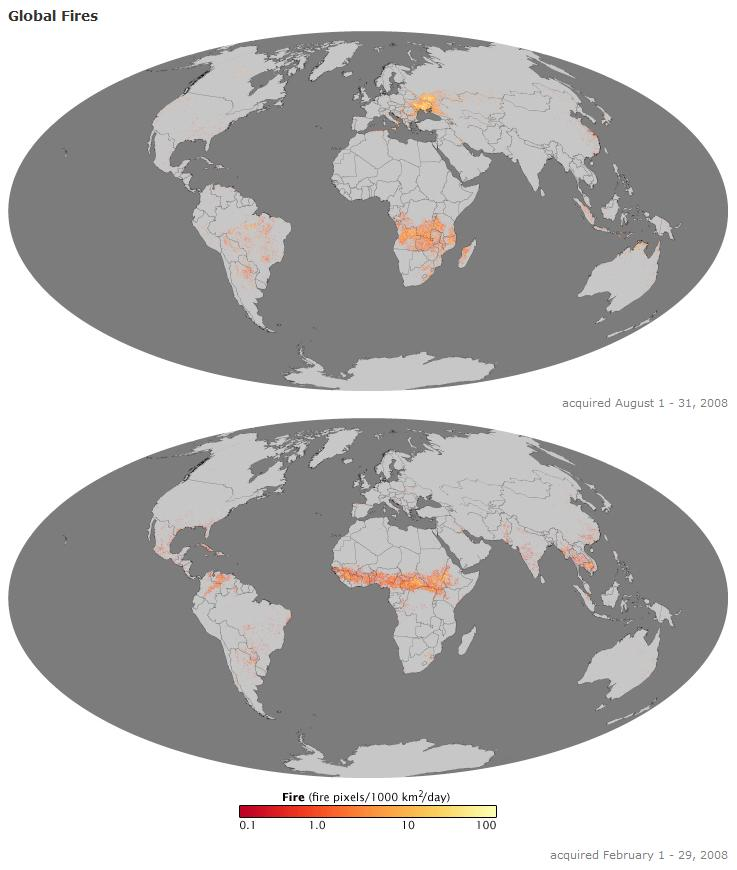
由NASA氣象衛星泰拉上中解析度成像分光輻射計(MODIS)偵測到的2008年8月的全球野火（上圖），及同年2月的全球野火（下圖）。

野火在整個陸地生命史中均有，引發的猜想是火一定對大多數生態系統的動植物產生顯著的進化影響。野火在有足夠濕度可讓植被生長，但又有延長的乾燥及炎熱時期的氣候中很常發生。這些地方包括澳大利亞和東南亞的植被區、南非草原、南非西開普省的弗因博斯（灌木叢）、美國和加拿大的森林地區以及地中海盆地。
嚴重的野火創造出複雜的早期遷移森林（也稱為“斷枝森林”），其中物種豐富度和多樣性通常高於未經燃燒過的原始森林。大多數的北美森林中的植物和動物都是隨著火災進化而來，其中許多物種依靠野火（尤其是嚴重型的）來繁殖和生長。火有助於將植物中的養分土壤送返，火的熱量對於某些類型的種子發芽有其必要，而由高度烈火造成的斷枝（枯樹）和早期演替的森林創造出對野生動物有益的棲地條件。由高強度火災產生的早期演替森林中的溫帶針葉林，存有最高水平的生物多樣性。火後伐木並無生態效益，而有很多負面影響；火後播種通常也是如此。
一些生態系統依靠自然發生的火災來調節生長，但也有些生態系統遭受過多的火災，例如南加利福尼亞州的濃密常綠闊葉灌叢和美國西南部的低海拔沙漠。火災在這些通常依賴火災的地區，頻率的增加把自然循環擾亂，破壞本地植物群落，並促進非本地雜草的生長。 入侵物種如小葉金沙和絹雀麥可在受火災破壞的地區迅速生長。因為它們高度易燃，會增加未來發生火災的風險，形成一個正反饋迴路 - 增加火災頻率並進一步改變原生植被群落。
在亞馬遜雨林，乾旱、伐木、養牛和刀耕火種農業把耐火森林破壞，並促進易燃灌木叢生長，形成一個促進更多野火的循環。熱帶雨林中的火災威脅到其中存在的各類物種，並排放大量的二氧化碳。預計到2030年，熱帶雨林中的火災，伴隨著乾旱和人類參與，可能會破壞或摧毀一半以上的亞馬遜熱帶雨林。野火產生灰燼，把有機養分的來源降低，並導致徑流增加，沖走其他養分，並讓暴洪頻繁發生。.一場在2003年發生於北約克沼澤國家公園的野火，燒毀面積2.5平方公里（600英畝）的杜鵑花叢和地下的泥炭層。之後的風蝕把灰燼剝離，土壤裸露，而讓可追溯到公元前10,000年的考古遺跡被發現。野火也會對氣候變化產生影響，增加釋放到大氣中的碳量並抑制植被生長，而影響植物對碳的整體吸收。
在苔原上，燃料和野火的積累有一種自然模式，這種模式因植被和地形的性質而異。在阿拉斯加州所做的研究顯示，火災事件重現間隔 (FRI) 通常在150到200年的範圍內變化，在乾燥的低地發生的野火頻率較潮濕的高地為高。 

### 植物適應

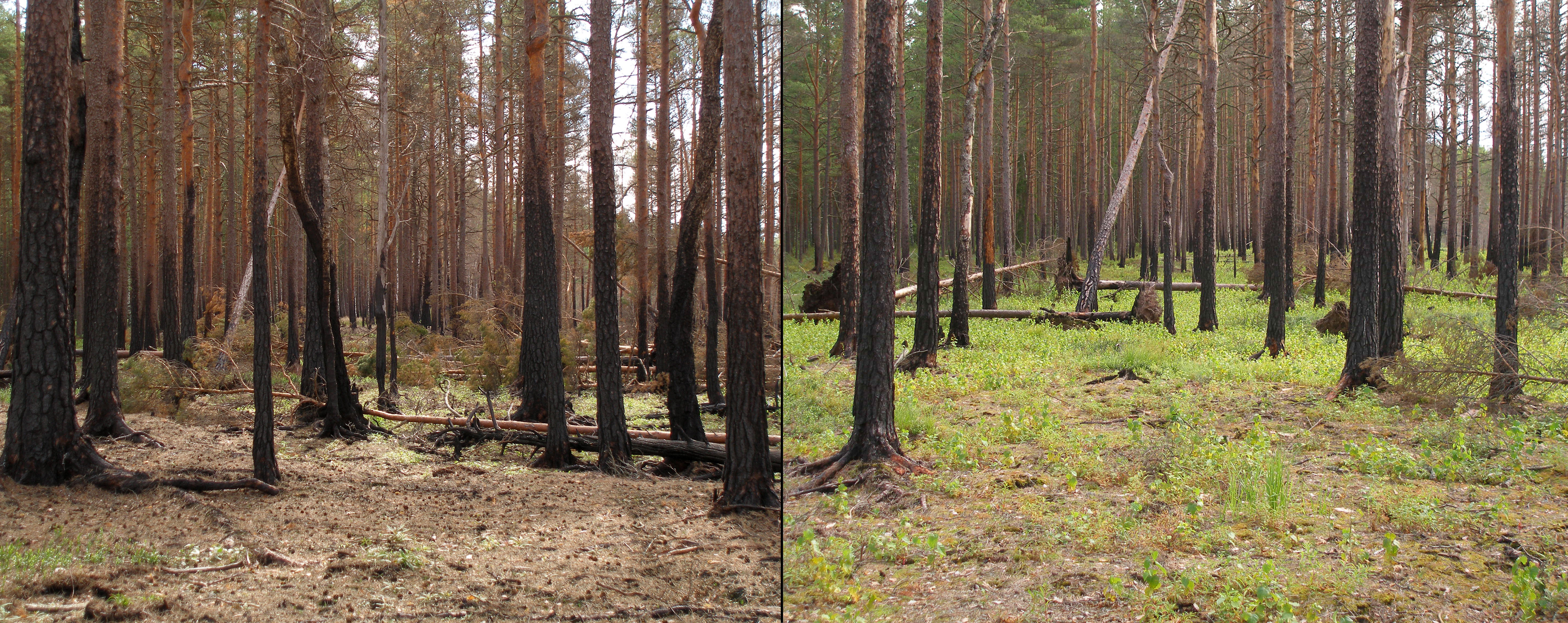
愛沙尼亞北部拉海马国家公园中北方針葉林經野火干擾後的生態演替：野火後一年（左）和兩年（右）的情況。

植物在容易發生野火的生態系統中，通常會適應當地的火情以利生存。這種適應包括對抗熱的物理保護、火災事件後增快的生長以及長出易燃材料，既能助長火災，並可消除競爭。例如桉樹類含有助燃的油脂和堅硬的硬質樹葉，可抵抗高溫和乾旱，確保它們比耐火性較差的物種具有存活優勢。緻密的樹皮、會脫落的低樹枝和外部結構中的高含水量也可保護樹木免受溫度升高的影響。耐火種子和火災後會長出的備用幼芽，促進物種有如先鋒物種般，提高存活的機會。煙霧、燒焦的木料和熱量可刺激種子發芽，這個過程稱為延遲發芽。 暴露於野火產生的煙霧中會誘導橙色丁烯內酯產生，而促進其他植物發芽。
在沙巴西部草原中馬來西亞的松樹林和印尼的木麻黃森林被認為是前幾期發生野火後的結果。名為Chamise的枯木殘枝含水量低且易燃，這類灌木在野火後可迅速發芽。開普敦百合花處於休眠狀態，直到火焰燒掉覆蓋物後，這種植物幾乎可在一夜之間完成開花。 紅杉依靠週期性的野火來減少競爭、從毬果中釋放種子，並清理土壤和樹冠以促進新樹的生長。巴哈馬松園中的加勒比松已適應並依賴低強度地表火災來生存和生長。最佳火災頻率是每3到10年發生一次。過於頻繁的野火對草本植物有利，而不頻繁的火災有利於巴哈馬乾燥森林類型的樹木。

### 大氣效應

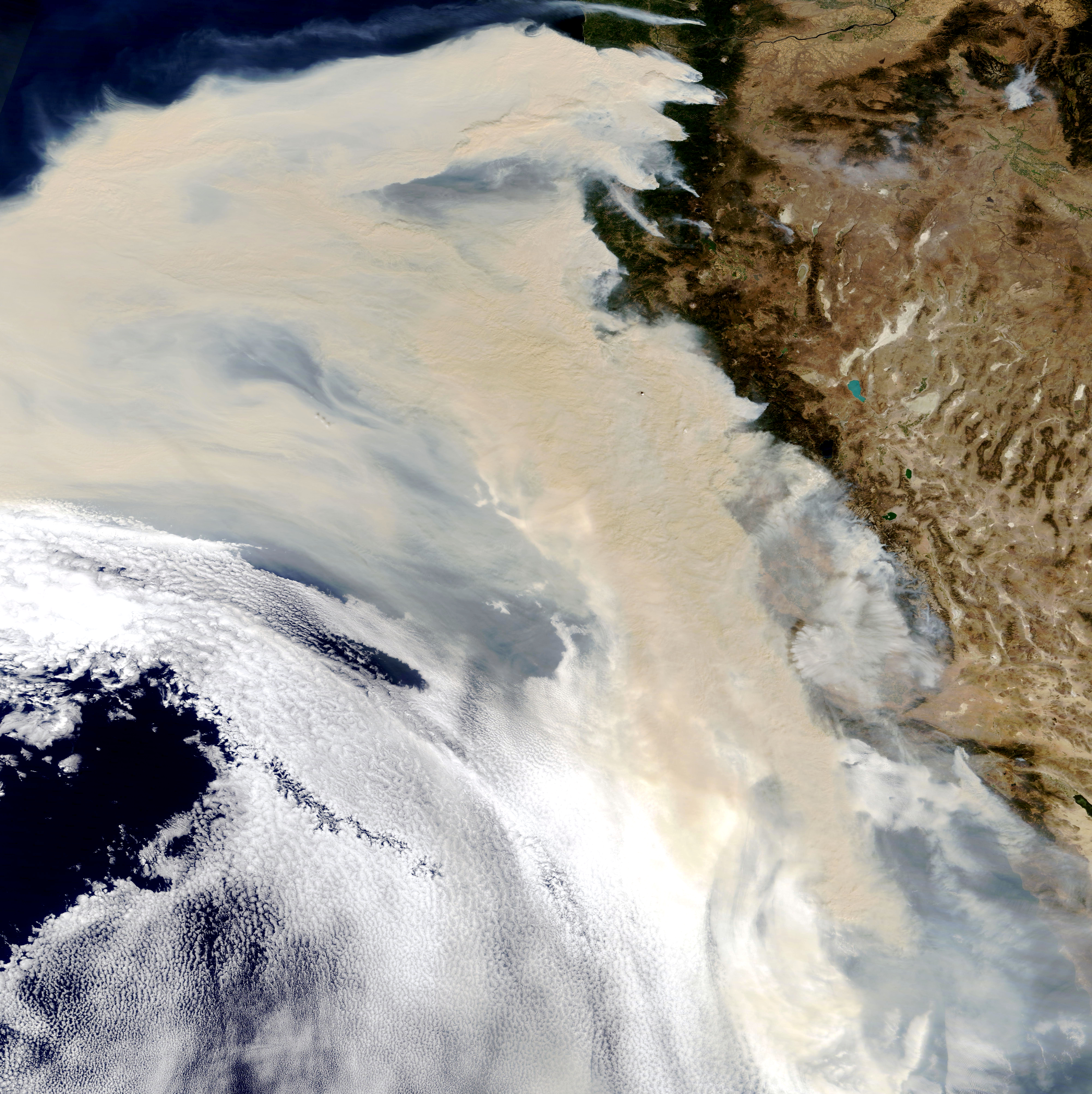
位於美國太平洋海岸上空大氣中的野火煙霧（2020年）。

地球上的天氣和空氣污染大部分都存在對流層，這是個從地球表面延伸至約10公里（6英里）高的大氣層。在大型野火地區，強烈雷暴（或稱積雨火積雲）的垂直升力會增強，把煙霧、煤煙和其他懸浮微粒推到平流層下部。 從前流行的科學理論認為平流層中的大部分微粒來自火山，但從平流層下部卻可檢測到煙霧和其他野火排放物。火積雲可達到野火上方6,100米（20,000英尺）的高度。在超過1,600公里（1,000英里）的上方可利用感測衛星對野火煙霧做完整的追蹤。可使用大氣擴散模型（如CALPUFF電腦輔助模型）來幫助預測野火產生的煙霧的大小和方向。
野火會對當地的大氣污染程度產生影響， and release carbon in the form of carbon dioxide.並以二氧化碳的形式釋放碳。野火排放物含有微細顆粒物，對曝露者造成心血管和呼吸系統問題。對流層中增加的火災副產物會讓臭氧濃度超過安全水平。估計印尼在1997年的森林大火向大氣中釋放8.1至25.7億公噸（8.9至28.3億短噸）的二氧化碳，佔全球每年燃燒化石燃料產生二氧化碳的13%至40%。根據歐洲中期天氣預報中心哥白尼氣候變化服務的分析，2019年6月和7月在北極發生的野火排放超過1.4億噸的二氧化碳。這數量相當於3,600萬輛汽車在一年內排放的碳量。最近的野火及其大量的二氧化碳排放顯示，在實施符合巴黎氣候協定的溫室氣體減排目標措施時，把野火因素列入考慮非常重要。由於野火煙霧在大氣的傳輸過程中會發生複雜的氧化化學反應，表明排放物的毒性會隨著時間而增加。
執行大氣模型模擬，顯示這些煙塵微粒的濃度會讓冬季月份對太陽輻照的吸收增加多達15%。估計亞馬遜盆地約擁有900億噸碳。截至2019年，地球大氣層的碳含量為百萬分之415，而破壞亞馬遜盆地會讓二氧化碳濃度增加約百萬分之38。

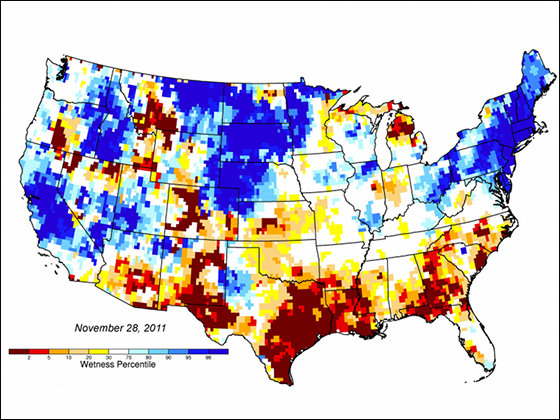
美國全國地下水與土地水分分佈圖，顯示德克薩斯州在2011年的極低土壤水分與野火發生有關聯。

## 預防
野火預防指的是降低火災風險並減輕其嚴重程度和蔓延的先發制做法。採用的目的是為管理空氣品質、維持生態平衡、保護資源，並達到控制未來野火的目的。北美的消防政策是容許自然引起的火災，以維持其生態作用，只需把竄入高價區域的風險降低即可。但預防政策必須把人類在野火中扮演的角色列入考慮，因為例如歐洲的森林火災中有95%都與人類涉入有關。 人為火災的來源包括人為縱火、意外著火或在開墾土地和農業（如東南亞的刀耕火種）時不受控制用火的緣故。
美國總統富蘭克林·羅斯福在1937年發起一場全國性的防火運動，強調人類粗心大意在森林火災中的作用。運動在後來的海報以山姆大叔、華特迪士尼影片小鹿斑比中角色和美國國家森林局的官方吉祥物斯莫基熊作為特色代表。減少人為引起的點火是減少不必要野火的最有效方法。
世界各地的野火預防計劃會採用如野地用火（wildland fire use，WFU) 和策略燒除技術。野地用火是指受監控但容許燃燒的任何自然原因的火災。策略燒除是政府機構在不太危險的天氣條件下點燃的火災。 根據美國魚類及野生動物管理局的說法，在人們不會受到威脅的崎嶇、陡峭或極難進入的地形裡，野地用火可免除消防員面臨不合理的風險。而能同時達到其他目標，包括維護健康的森林、牧場和濕地，以及支持生態系統多樣性。

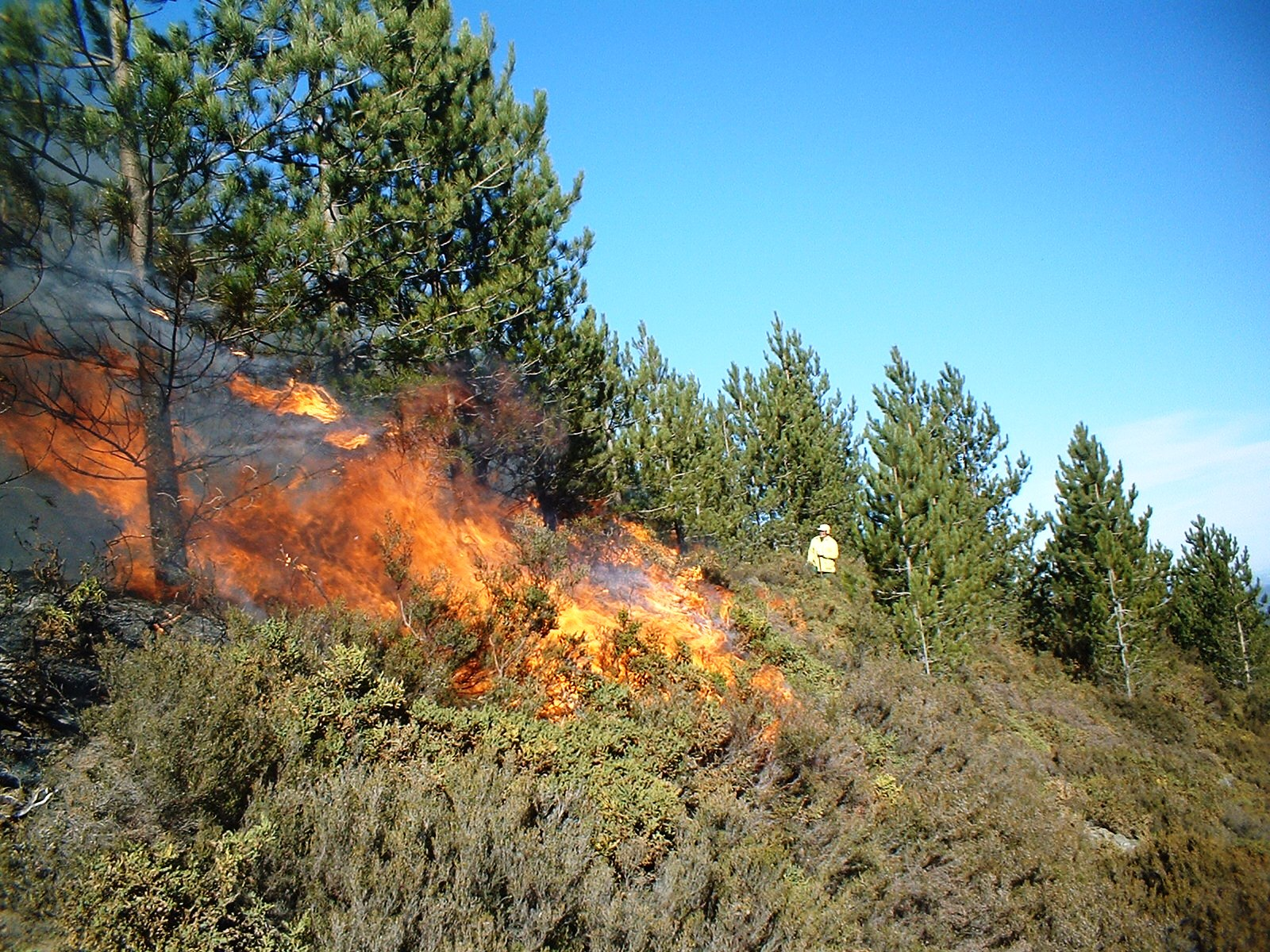
在葡萄牙對歐洲黑松所做的策略燒除。

歷經多年，在預防、檢測、控制和抑制野火的策略已發生改變。策略燒除是種常見且廉價，可降低不受控制野火風險的技術：利用故意點燃較小強度的火，把易燃材料的數量先行盡量減少，可降低潛在野火發生。可定期燃燒植被，以限制植物和其他可用作燃料的殘餘物積累，又能同時保持高度的物種多樣性。 已故前美國地質調查局科學家Jan Van Wagtendonk聲稱，野火本身是“降低火災蔓延速度、火線強度、火焰長度和單位面積熱量的最有效處理方法。”雖然有人聲稱控制燃燒和容許一些野火燃燒的政策是最便宜的方法，並對許多森林來說是生態上合適的政策，但他們往往並未考慮到被火災燒掉資源的經濟價值，尤其是可供銷售的木材。一些研究的結論是，雖然伐木也可把燃料移除，但在極端天氣時，這種疏伐處理可能無法有效降低火災的嚴重程度。
但美國農業部、美國國家森林局太平洋西北研究站以及蒙大拿大學的林業學院和商業與經濟研究局等機構進行的研究，通過對火災危害的戰略評估和不同減災措施的潛在效果和成本，清楚顯示最有效的短期和長期森林火災減災戰略，以及迄今為止實現長期森林火災風險緩解，最具成本效益的方法是綜合燃料減少策略，包括利用商業伐木和非商業間伐，利用機械化手段移除積壓的樹木，對被移除的樹木的大小不設限制。此與非商業的“下方疏伐”操作，或是有樹木直徑限制的商業伐木作業相比，會有較好的長期效果。從具有火災“高風險”且處理前樹冠指數為21的森林開始，僅移除非常小的樹木的“下方疏伐”做法，導致樹冠指數立即達到43，處理後區域中的29%立即被評為“低風險”，而30年後只有20%的處理過區域維持“低風險”的評等，處理每英畝的成本（淨經濟損失）為439美元。而同樣從具有火災“高風險”且處理前樹冠指數為21的森林開始，採用非商業性間伐和商業採伐（採用樹木直徑限制），導致樹冠指數立即達到43，處理後區域中的67%立即被評為“低風險”，56%經處理過的區域在30年後仍保持低風險，處理每英畝成本為368美元。而另一方面，從具有火災“高風險”且處理前樹冠指數為21的森林開始，綜合火災危害減少處理策略，不限制移除樹木的大小，導致樹冠指數立即達到61，處理後區域中的69%立即被評為“低風險”，52%經處理過的區域在30年後仍保持“低風險”，處理每英畝收益（淨經濟收益）為8美元。
易發生野火區域的建築規範通常要求使用耐火材料，並利用在建物四周規定的距離內清除易燃材料來設置防火空間。菲律賓的社區還在森林和居民村莊之間建構5至10米（16至33英尺）寬的防火道，並在夏季或乾旱的季節安排人員在防火道巡邏。在火災多發地區持續進行住宅開發和重建被火災毀壞的建築的舉動受到批評。野火能產生的生態效益往往比不上保護建築物和人類生命的經濟和安全利益。

## 偵測

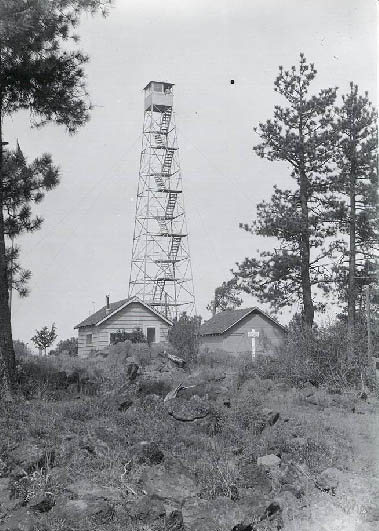
在美國奧勒岡州奧喬科國家森林中的火警瞭望塔（約攝於1930年）。

快速加上有效的偵測是撲滅野火的關鍵因素。早期的工作重點是及早響應、日或夜間均可得到準確的資訊，以及確定處理的優先順序。20世紀初，美國採用的是火警瞭望塔，並使用電話、信鴿和日光反射儀傳達信息。在1950年代開始使用即時成像相機進行空中和陸地攝影，到1960年代開發出可偵測火災的紅外攝影。但因為受到通信技術的限制，信息的傳遞及分析常會延遲。早期經由衛星所得資料的分析是在距離遙遠的站點，在地圖上以手繪方式標示，再利用快件寄送到應變中心。在1988年黃石公園大火期間，當局在蒙大拿州西黃石建立一個據站，讓從衛星傳來的火災信息可在大約4小時內送達應變中心。
目前的情況時是可利用公共熱線、火警瞭望塔以及地面和空中巡邏作為早期發現的手段。但依賴人觀察，會受到作業人員疲憊、一天中特定的時間、一年中特定的時間和地理位置的限制。近年來，利用電子系統作為克服人為錯誤的做法受到歡迎。這類系統依據地區風險和是否有人在當地活動而設定為半自動或是全自動的運作。可把衛星數據、航空圖像和人員位置，配合全球定位系統 (GPS) 把多個資料來源整合為一整體，供災難指揮中心以近乎實時作業方式進行救災行動。
對於植被茂密、人煙稠密或靠近關鍵城區的小型高風險區域，可安裝無線感測網路進行監測。這類系統也包含自動天氣偵測的功能：檢測溫度、濕度和煙霧。可採電池供電、太陽能供電或是利用樹木充電（使用植物中的小電流為電池充電）。對面積較大的中等風險區域可利用掃描塔進行監控，掃描塔裝有固定攝像頭和傳感器，可檢測煙霧或其他因素，例如火災產生的二氧化碳的紅外信號。其他功能，例如夜視、亮度檢測和顏色變化檢測，也可併入功能之中。

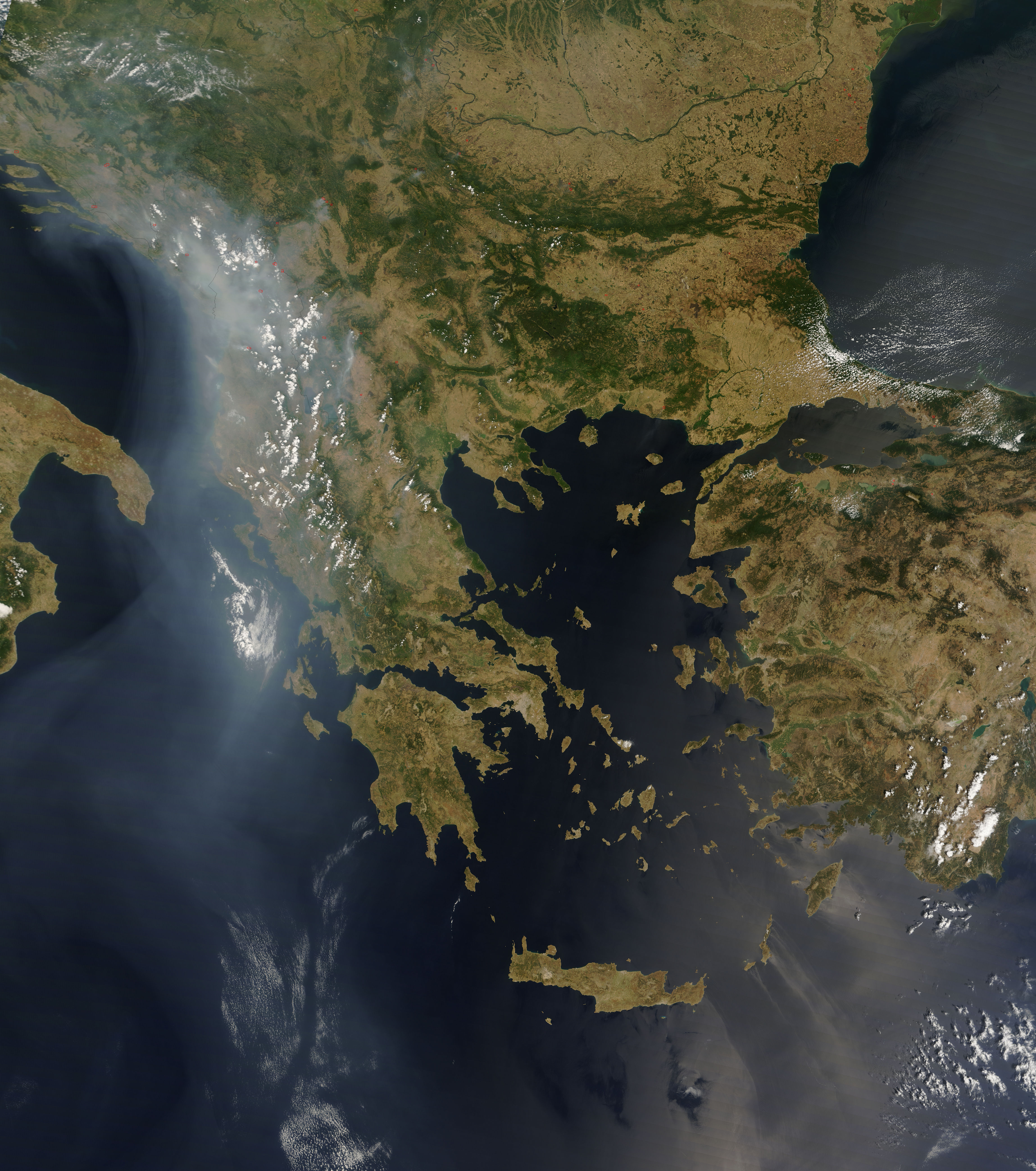
由MODIS功能拍攝到巴爾幹半島上的野火（2007年7月下旬）。

通過飛機、直升機或無人機以及人造衛星進行空中監測可提供更廣闊的視野，足以監測面積非常大而風險較低的區域。這些複雜的系統採用GPS和機載紅外線或是高解析度攝影機來識別和找出野火。衛星上安裝的傳感器，例如歐洲環境衛星（Envisat）上的AATSR和歐洲遙感衛星的沿軌掃描輻射計，可偵測火災發出的紅外線輻射，找出溫度高於39°C（102°F）的熱點。美國國家海洋暨大氣總署的災害測繪系統（Hazard Mapping System）把來自靜止環境観測衛星 (GOES)、中解析度成像分光輻射計 (MODIS) 和高級超高分辨率輻射計 (AVHRR) 等衛星的遙感數據整合，用於偵測火災和煙霧位置。但衛星偵測容易出現偏移誤差，MODIS和AVHRR數據的偏移誤差為2至3公里（1至2英里），GOES數據的偏移誤差高達12公里（7.5英里）。地球靜止軌道上的衛星可能會失效，而繞極軌道衛星通常會受到觀測時間窗口較短的限制。雲量和圖像解析度也可能對衛星圖像造成限制。全球在線森林監視系統全球森林觀察提供每日更新的詳細火災警報，資料來源為美國國家航空暨太空總署（NASA）。
美國農業部和美國國家森林局在2015年啟用一種新的火災偵測工具，此工具使用來自索米國家極地軌道夥伴衛星(Suomi NPP ) 的數據，比以前的太空偵測裝置能更詳細偵測到較小的火災。所得到的高解析度影像與電腦模型一起使用，可預測火災在不同的天氣和土地條件下的方向變動。使用來自Suomi NPP的可見紅外成像輻射計套件 (VIIRS) 的主動火災探測產品數據，將火災觀測的分辨率提高到可顯示小至1,230英尺（375米）的影像。而2000年代初期的先前NASA衛星數據產品數據的分辨率僅能顯示3,280英尺（1公里）影像。此數據是美國國家森林局和美國內政部機構用來引導資源分配和火災戰略管理的工具之一。增強型VIIRS能每12小時或更短時間內偵測到更小型的野火，並在長期野火期間提供更詳細和一致的火線跟踪，這些功能對於早期預警系統和支援火災進度常規繪圖非常重要。通過美國國家森林局遙感應用中心的數據處理，用戶可在衛星通過幾分鐘內獲得活躍的火災位置。科羅拉多州決定從2016年火災季節開始採用這套火災模型用於對抗野火的作業。
近年來，對及時、高質量火災信息的需求不斷增加。美國的野火每年平均燒毀700萬英畝土地。美國森林管理局和內政部在過去10年內每年平均花在撲滅野火的經費約為20-40億美元。

## 撲滅

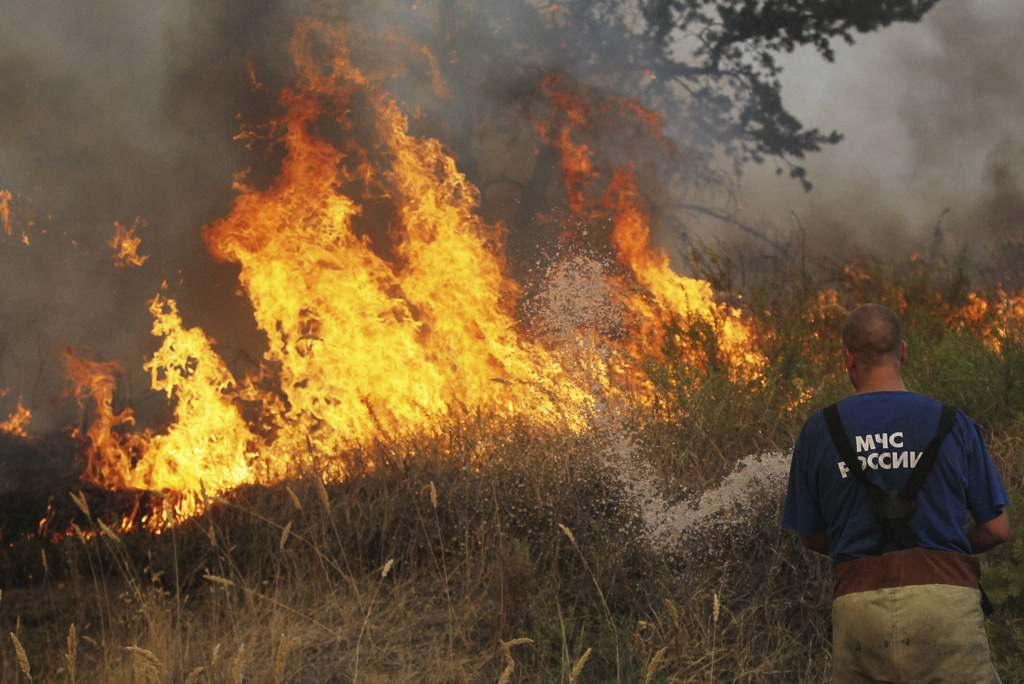
一位作業中的俄羅斯野地消防員。

野火撲滅取決於發生野火的地區可用到的技術。在未開發國家，所採用的技術可能只有簡單的如灑沙，或是用棍子或棕櫚葉來滅火的做法。在更先進的國家，抑制方法因技術能力的提高而會有所不同。碘化銀可用於促進降水，而阻燃劑和水可透過無人機、固定翼飛機和直升機投入火中。救火者不再期望將野火完全撲滅，但大多數野火會在失控之前就被撲滅。每年發生的10,000起新的野火中有99%以上會受到控制，在極端天氣下的野火，除非是天氣發生變化，否則很難控制。加拿大和美國的野火平均每年會在54,500平方公里（13,000,000英畝）的土地上肆虐。
最重要的是撲滅野火可能會導致消防員喪命。野火的燃燒鋒面也可能會意外改變方向並跳過防火道。現場的酷熱和煙霧會導致消防隊員迷失方向和無法辨識火的走向，這種情況特別危險。例如在1949年，美國蒙大拿州曼恩峽谷大火期間，13名空降消防員因通訊失聯、迷失方向，而被大火吞噬。在2009年2月的維多利亞森林大火中，至少有173人死亡，超過2,029所房屋和3,500座建築物陷入火海。

### 撲滅野火成本
撲滅野火的成本要花掉一個國家國內生產毛額（GDP）的很大部分，會直接影響到國家經濟。每年的滅火成本因每個火災季節的嚴重程度而有差別，但在美國，地方、州、聯邦和原住民部落機構每年共花費巨大金額來做這類的工作。據報導，美國在2004年至2008年間已花費大約60億美元來撲滅野火。 美國森林局在加利福尼亞州每年花費約2億美元來撲滅98%的野火，並花費高達10億美元來撲滅其他的2%，這類野火是最初的行動未能完全撲滅，而成為大規模的。

### 野地救火安全

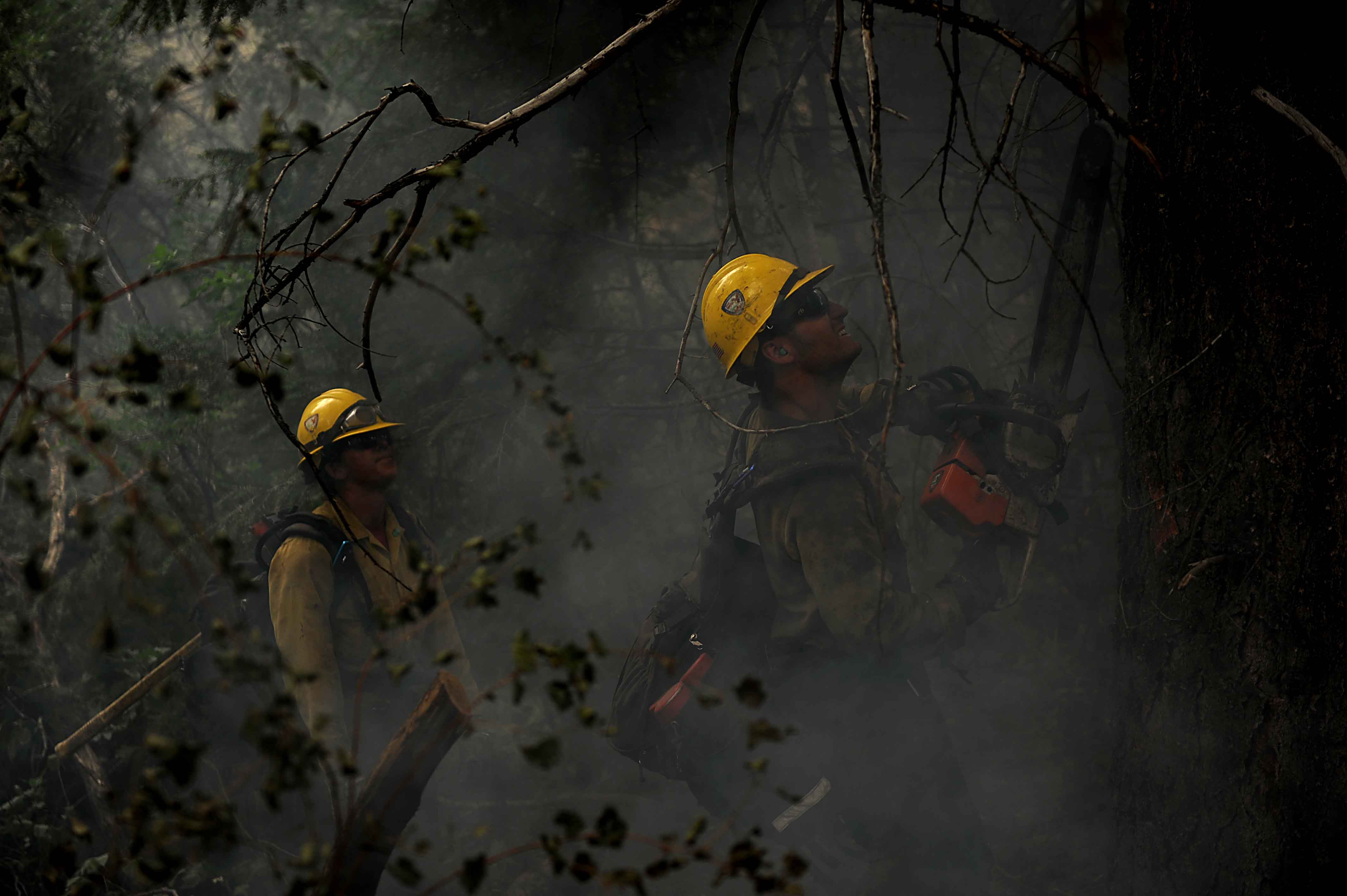
一位野地消防員正使用鍊鋸砍斷樹木中。

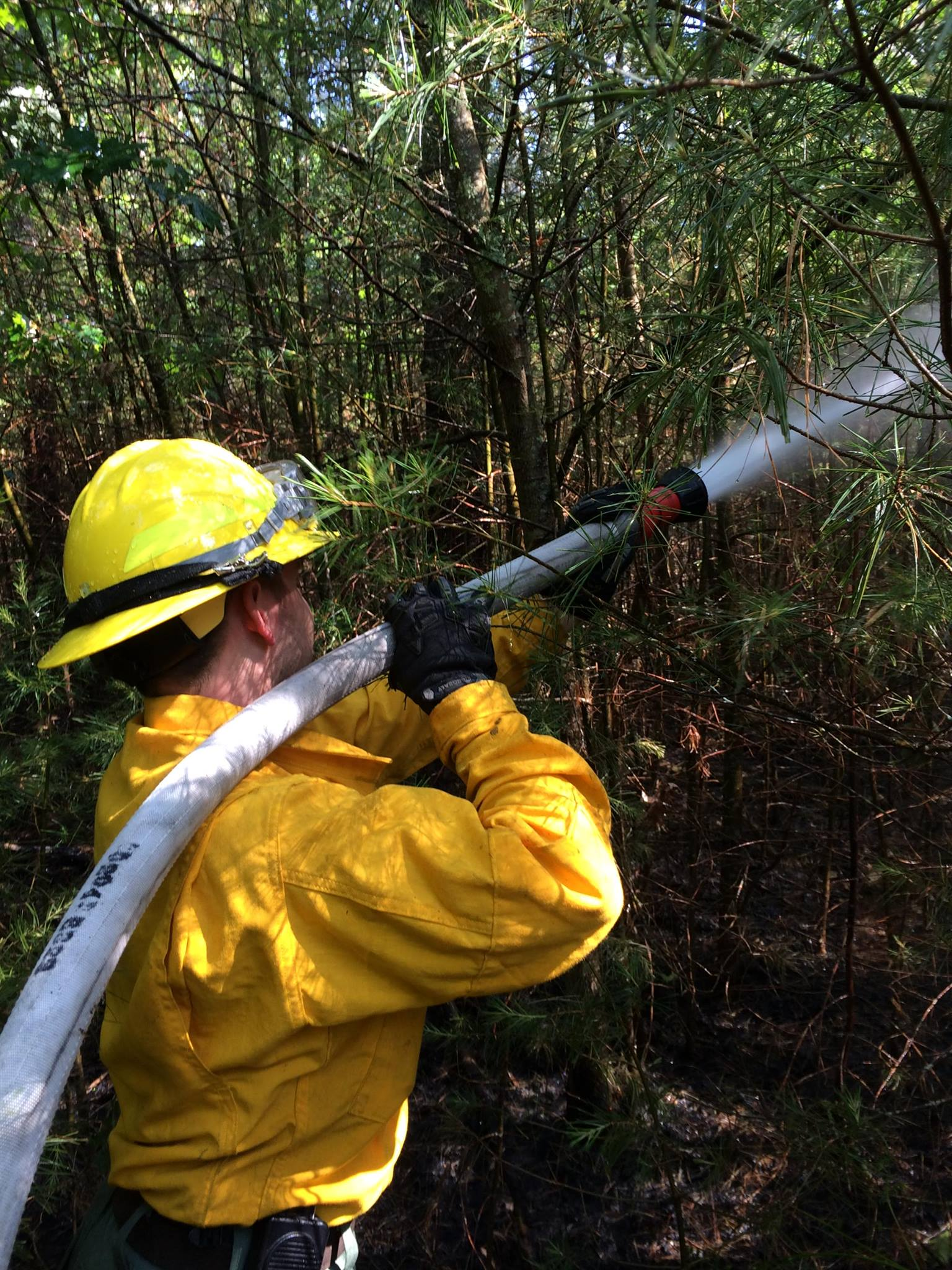
一位在新罕布夏州霍普金頓 (新罕布什爾州)作業中的野地消防員。

在野地執行滅火的消防員面臨多種危及生命的風險，包括高熱、疲憊、煙霧和灰塵，以及其他的傷害，如灼傷、割傷和挫傷、動物咬傷，甚至有橫紋肌溶解症。在2000年至2016年間，美國有超過350名野地消防員殉職。
特別是在炎熱的天氣下，火災會帶來高熱的風險，導致發熱、疲憊、虛弱、眩暈、頭痛或噁心。高熱會發展為熱應變，會導致心率和核心溫度升高等生理變化，而造成與熱有關的疾病，例如熱疹、痙攣及中暑。各種因素都會引發高熱帶來的風險，包括繁重的工作、年齡和體適能等個人風險因素、脫水、睡眠不足以及沉重的個人防護裝備。休息、涼水和偶爾休息對於減輕高熱的影響甚為重要。 
煙霧、灰燼和殘餘物也會對野地消防員造成嚴重的呼吸系統危害。野火產生的煙霧和灰塵含有一氧化碳、二氧化硫和甲醛等氣體，以及灰燼和二氧化矽等微粒。為減少煙霧暴露，消防員應盡可能讓消防員輪流穿過濃煙區，避免於下風處作業，在控制區域盡量以機器取代人力，在濃煙區儘量減少大口吸氣。營地和指揮所也應設於野火的上風處。防護服和裝備也能最大程度減少消防員對煙霧和灰燼的接觸。
消防員也有發生心血管狀況的風險，包括中風和心臟病發作。消防員應保持良好的身體狀況。包括壓力測試在內的健身計劃、醫學篩檢和檢查可最大限度把緊急心臟問題的風險降低。野地消防員可能會碰到的其他傷害風險包括滑倒、絆倒、跌倒、灼傷、挫傷和被工具和設備割傷、受到樹木、車輛或其他物體撞擊、植物危害（如荊棘和毒藤）、蛇和動物咬傷、車禍、電力線或閃電風暴導致的觸電以及不穩建築坍塌的風險。

#### 消防員安全區指南
美國森林局發布一項消防員應與火焰保持最小距離的指南。國家野火協調小組刊行的事件響應袖珍指南說：“安全區指的是消防員在沒有防火遮蔽的情況，仍能存活的區域”並且應該“......至少是最大連續火焰高度的4倍。”但此數字只考慮輻射熱的影響，沒把地形和風的因素考慮在內。
安全區可以是自然環境，例如碎石堆、草地和河壩；或人為環境，例如停車場或已利用機械把植被清除的區域。

### 阻燃劑
阻燃劑可抑制燃燒，而減緩野火發展。阻燃劑是磷酸銨和硫酸銨，以及增稠劑的水溶液。使用阻燃劑的場合取決於野火的規模、位置和強度。在某些情況下，阻燃劑可用作預防用途。
典型的阻燃劑含有與肥料相同的成分，可能經溶淋、優氧化或錯誤施用而影響水質。但阻燃劑對飲用水的影響尚無定論。包括水體大小、降雨量和水流率等稀釋因素會降低阻燃劑的濃度和效力。野火殘餘（灰燼和沈積物）會堵塞河流和水庫，增加洪水和侵蝕的風險，最終會降低和/或破壞水處理系統的功能。人們一直擔心阻燃劑對土地、水、野生動物棲息地和流域品質的影響，因此需要進行更多研究。但從積極面來看，阻燃劑（特別是其氮和磷成分）已被證明對養分匱乏的土壤具有增加肥力作用，會在短期內增加植被生長。
美國農業部目前的作業流程堅持，實施空中噴灑空阻燃劑必須離開水道至少300英尺，以避免阻燃劑被徑流攜帶進入。空中噴灑阻燃劑要避開在水道和瀕危物種（植物和動物）棲息地附近使用。美國森林局要求當發生阻燃劑誤用事件後，必須報告，並針對影響做評估，以確定對該地區是否須實施緩解、補救措施，和/或未來的使用限制。

### 建模

野火增長模型。

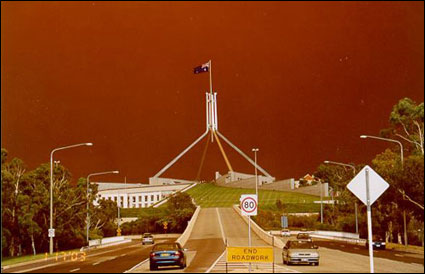
2003年坎培拉叢林大火一景。

野火建模是針對野火做電腦模擬，以明瞭和預測火災行為。建模的目的在幫助抑制野火，提高消防員和公眾的安全，並能最大限度減少損失。這種建模是運用運算科學，對過去火災事件的統計分析，以預測跳躍點燃的風險和野火前鋒的行為。但野火前鋒的確切行為取決於多種因素，包括風速和坡度。現代野火增長模型結合過去的橢圓體描述和惠更斯－菲涅耳原理，把火勢增長模擬為一個不斷擴大的多邊形。極值理論也可用於預測大型野火的規模。但消防能力無法抑制的大火在標準分析中通常被視為統計學中的異常值，救火政策的擬定受大型野火的影響高於小型野火。

## 風險和暴露
野火風險是指野火在特定區域發生或蔓延到特定區域的可能性，以及如果發生會造成的財產損失程度。風險取決的變動因素，例如人類活動、天氣模式、可供野火燃燒的材料多寡以及消防資源的有無。野火一直對人類構成威脅。但人為引起的地理和氣候變化讓人們更頻繁接觸野火，以及增長野火風險。據推測，晚近野火增加的原因是因野火在過去一個世紀受到抑制，加上人類開發，迅速擴展到易生火災野地的緣故。野火是自然發生的事件，能促進森林健康。全球變暖和氣候變化正導致美國的氣溫升高和更多乾旱發生，導致野火風險增長。

### 空氣傳播的危害
野火造成最明顯的影響是財產損失。但因燃燒而釋放的有害化學物質也對人類健康產生重大影響。.
野火煙霧主要由二氧化碳和水蒸氣組成。其他常見，濃度較低的成分是一氧化碳、甲醛、丙烯醛、多環芳香烴和苯。煙霧中也包含懸浮的固體或液滴形式的微細顆粒。在野火煙霧的微細顆粒中，有80-90%的直徑為2.5微米或是更小。
雖然在煙霧中的二氧化碳濃度很高，但由於其毒性低，因此對健康的危害較小。相反的，一氧化碳和微細顆粒物，尤其是直徑為2.5微米（PM2.5）或更小的顆粒物已被確定為主要的健康威脅。其他化學品被認為對健康有重大危害，但濃度太低而不會對健康造成可檢測到的影響。
個人暴露於煙霧的程度取決於野火的嚴重性、持續時間和與距離。人們通過吸入空氣污染物，而直接接觸煙霧。社區暴露於野火產生的殘餘，其土壤和水受到污染，再間接影響到人類。
美國國家環境保護局 (EPA) 制定的空氣品質指標 (AQI)是種公共資源，可為常見空氣污染物提供國家空氣品質標準。公眾可使用此指數作為工具，根據能見度，確定他們接觸有害污染物的程度。
火災生態學家Leda Kobziar發現野火煙霧在全球散佈微生物。她說，“我們在煙霧中發現多種過敏原。因此，一些對煙霧敏感的人可能具有這種敏感性，不僅是因為其顆粒物和煙霧的問題，還因為其中有些生物有機體。

### 水污染
野火過後，進入水道的殘餘物和化學物質會導致飲用水源不安全。野火會破壞水處理和輸送基礎設施，讓飲用水不安全。建築物內和輸送系統中的飲用水可能受到化學污染。在2017年北加州的塔伯野火和2018年加州溪營大火之後，在受影響的多個公共飲用水系統中發現化學污染水平達到危險的程度。 自2018年以來，野火破壞加利福尼亞州和俄勒岡州飲用水輸送系統，造成污染。野火過後，在飲用水系統中出現的眾多化學物質中有苯。苯會滲透某些塑料管道，因此需要很長時間才能從供水基礎設施中清除。研究人員使用EPA的模型模擬，估計需要不間斷持續沖洗受污染的管道超過286天，才能把飲用水中的苯降低到安全限度以內。 由火災（包括野火）引起的溫度升高會導致塑料水管產生苯等有毒化學物質。 such as benzene.
流入溪流和水庫的沉積物會改變水的顏色和濁度，增加輸送顆粒相關污染物的機會。飲用水中升高的沉積物濃度，讓識別生物污染物變得更為困難，並且因含有大量養分而增加微生物的生長。

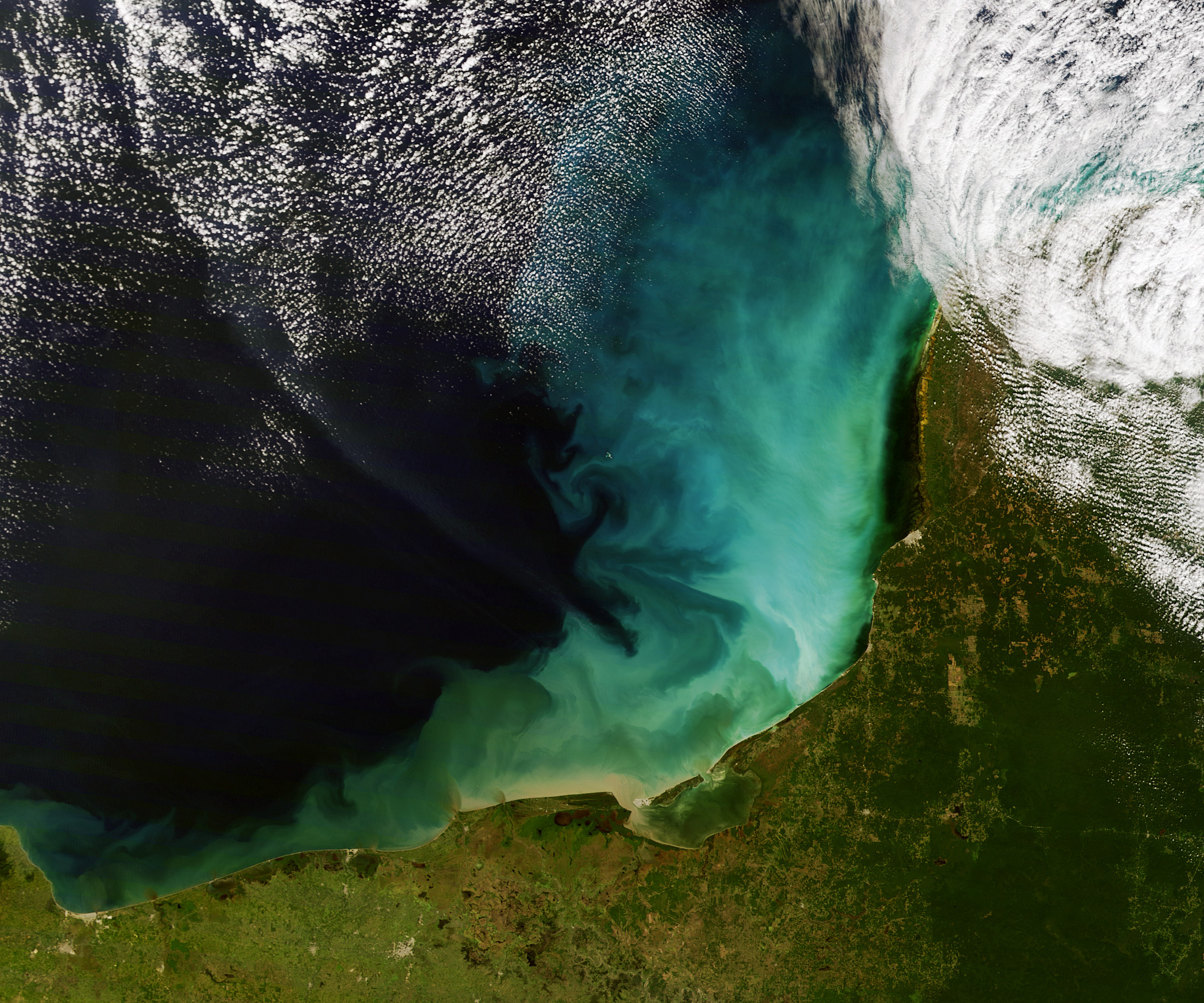
由MODIS功能拍攝到，進入猶加敦半島岸邊水域的沉積物。

重要的是複合懸浮沉積物顆粒（而非初級顆粒），會在小粘性沉積物流經河流系統中佔主導地位。微生物群落、有機和無機顆粒以及化學成分都包含在這些複合顆粒中，會對水質產生負面影響。燃燒過的聚集體比等直徑的變態顆粒具有更大的下沉速度，歸因於燃燒混合物密度的增加（有機物含量和孔隙同時減少）。此外，土壤經受熱，由於粘土顆粒聚集成較粗的複合顆粒，相對於同等大小的初級顆粒，複合顆粒中的污染物濃度會更高。大量微細顆粒沉積物儲存，和污染物從腐爛的聚集體延遲釋放是燃燒效應對土壤顆粒的兩個潛在影響。
最近對火災在生態系統的影響所進行的全球綜合研究發現，森林火災對水質有顯著的負面作用。

### 野火過後的風險
野火過後，危險依然存在。返回家園的居民可能會因燒過的樹木倒落而造成傷亡。人和寵物也可能因掉入灰坑而受傷害。聯合國下屬政府間氣候變化專門委員會 (IPCC) 也報告說，野火會對電力系統造成重大破壞，尤其是在乾旱地區。 

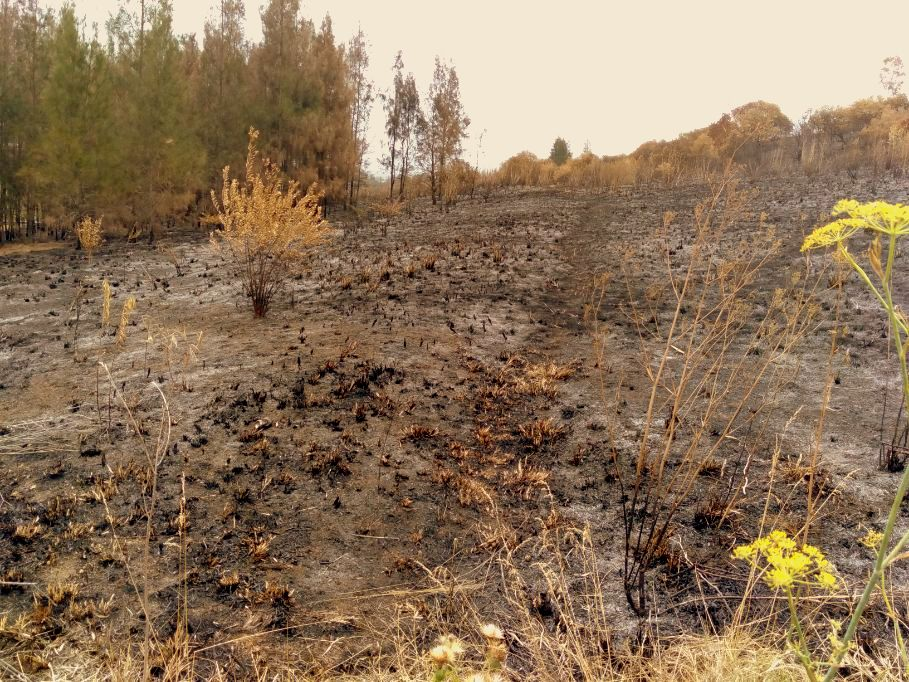
位於澳大利亞雪梨，經焚燒過的灌木叢地（2019年－2020年澳洲叢林大火的後果之一）。

如果出現極端天氣，災後風險會增加。例如野火讓土壤吸收降水的能力降低，強降雨會導致更嚴重的洪水和土石流。

### 涉險群組

#### 消防員
消防員因暴露在野火煙霧中，最大的風險是造成急性和慢性的健康影響。而消防員經常長時間及近距離接觸危險化學品。一項關於野地消防員暴露於野火煙霧的案例研究，顯示消防員暴露於顯著水平的一氧化碳和呼吸道刺激物，高於美國職業安全衛生署（OSHA）設定的暴露限值 (PEL) 和美國政府工業衛生學家會議 （ACGIH）設定的閾值限值 (TLV)。過度曝露的佔比有5–10%。根據研究，一名野地消防員在10小時輪班期間，會暴露在各種濃度的一氧化碳和呼吸道刺激物（3.5微米及更小的顆粒物、丙烯醛和甲醛組合）中。一氧化碳濃度高達160ppm（百萬分比），TLV刺激指數值高達10。相較之下，OSHA一氧化碳的PEL為30ppm，對呼吸道刺激指數的TLV為1。
2001年至2012年間，野地消防員死亡人數超過200人。除高溫和化學危害外，消防員的風險還包括觸電、設備傷害、滑倒、絆倒和跌倒、車輛翻車造成的傷害、與熱有關的疾病、昆蟲叮咬和蜇傷、壓力和橫紋肌溶解。

#### 居民

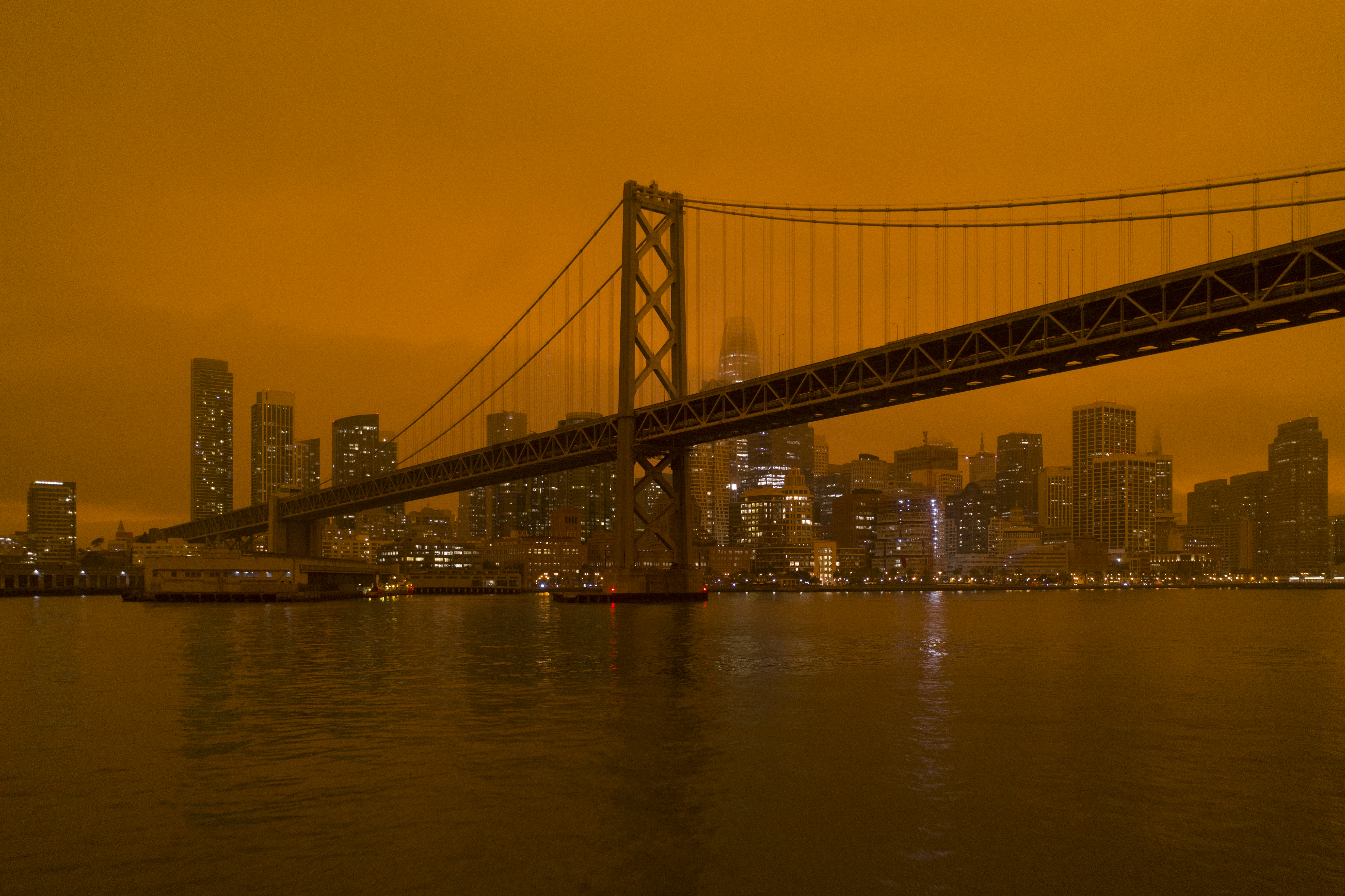
2020年加利福尼亞州野火產生的煙霧在舊金山上空滯留。

野火附近社區的居民接觸到的化學物質濃度較低，較大的風險是因水或土壤污染而遭遇的間接曝露。這類暴露在很大程度上取決於個人的易感性。兒童（0-4 歲）、老人（65歲及以上）、吸菸者和孕婦等身體脆弱者，會面臨更高的風險，即使暴露在低化學濃度和相對較短的時間也有傷害。他們也面臨著未來發生野火的風險，而必須遷移到他們認為風險較小的地區。 
野火影響加拿大西部和美國的大量人口。僅在加利福尼亞州就有超過350,000人居住在“非常高火災危險區域”內的城鎮和都市。
降低火災易發地區風險的做法包括選擇耐火植被、維護景觀以避免碎屑堆積、建造防火道以及選擇阻燃屋頂材料等。在較暖的月份，空氣品質不良和熱度的潛在複合問題可利用建築物通風系統中的MERV11或更高的室外空氣過濾系統、機械冷卻，以及在需要時提供額外的空氣清潔和冷卻的避難區來應對。

## 對健康影響

人體橫膈膜的呼吸動畫，綠色部分為橫膈膜。

野火煙霧中含有對人體呼吸系統產生不利影響的顆粒物。應向公眾宣導野火煙霧對健康影響的證據，促使避免接觸。可用其影響健康的證據促成政策制定，以維護居民的健康。
吸入野火產生的煙霧會危害健康。這類煙霧由燃燒產物，即二氧化碳、一氧化碳、水蒸氣、懸浮微粒、有機化學物、氮氧化物和其他化合物。主要的問題是吸入的顆粒物和一氧化碳。
懸浮微粒 (PM) 是種由灰塵和液滴組成的空氣污染物。根據顆粒的直徑分為三類：粗、細和超微細。粗顆粒為2.5至10微米，細顆粒為0.1至2.5微米，超微細顆粒則小於0.1微米。每種尺寸都可經吸入而進入人體，但PM對人體的影響會因尺寸而異。粗顆粒在上呼吸道受到過濾，聚積後會引起肺部發炎。也會導致眼睛和鼻竇刺激以及喉嚨痛和咳嗽。粗顆粒通常由更重、毒性更大的材料組成，會導致強的短期效應。
較小的顆粒會更進一步進入呼吸系統，在肺部深處和血液產生問題。對於哮喘患者，PM2.5會引起發炎，也會增加上皮細胞的氧化應激。這些微粒還會引起肺上皮細胞的凋亡和自噬，這兩過程都會導致細胞受損，功能受影響。對於那些已患有呼吸系統疾病（如哮喘）的患者而言會有嚴重的後果。超微細顆粒 (UFP)可像PM2.5一樣進入血液，但研究顯示它進入血液的速度更快。UFP造成的發炎和上皮細胞損傷也更為嚴重。PM2.5是與野火有關問題中最重大者。這對年幼者、老年人以及患有哮喘、慢性阻塞性肺病 (COPD)、囊性纖維化和心血管疾病等慢性疾病的人尤其危險。接觸煙霧中的顆粒物後最常見的疾病是支氣管炎、哮喘或慢性阻塞性肺病惡化以及肺炎。這些併發症的症狀有喘息、呼吸急促和心血管症狀（包括胸痛、心率加快和疲憊）。

### 哮喘加劇
野火產生的煙霧對尤其是對兒童和已經有呼吸系統疾病的人而言，有嚴重的後果。幾項流行病學研究顯示，空氣污染與支氣管哮喘等呼吸道過敏性疾病之間有密切關聯。
一項針對2007年美國聖地亞哥野火煙霧暴露的觀察性研究顯示，醫療保健利用率和呼吸系統診斷都有所增加，尤其是抽樣組中的哮喘患者。對發生野火的氣候預測情景中，幼兒呼吸系統疾病會顯著增加。PM會觸發一系列生物過程，包括發炎免疫反應、氧化應激，這些過程與過敏性呼吸系統疾病的變化有關聯。
雖然有些研究顯示與PM相關的哮喘患者肺功能並無顯著的急性變化，但對這類違反直覺的發現，可能的解釋是患者為應對煙霧濃度升高，而增加快速緩解藥物（如吸入劑）使用的結果。在調查阻塞性肺病的藥物使用與野火暴露之間的關聯時，研究人員發現使用吸入劑和長期控制藥物（如口服類固醇）的案例都有增加。更具體地說，一些哮喘患者報告他們會增加使用速效藥物。在加利福尼亞發生過兩次重大野火後，研究人員發現在發生後的幾年裡，與每次發生的前一年相比，醫生開出的速效藥物處方都有所增加。
野火煙霧與哮喘惡化之間存在一致的證據。

#### 致命暴露
哮喘是美國兒童中最常見的慢性疾病之一，受到影響的兒童有620萬人。哮喘風險研究特別關注妊娠期遭遇空氣污染的風險。這段期間涉及幾個病理生理學過程。胎兒的呼吸道發育有相當大部分發生在第二和第三個三月期，持續到出生後的3年。推測在此期間接觸野火相關毒素，因為在此期間肺部上皮細胞對毒素有較高的滲透性，而產生相應的結果。在產前階段暴露於空氣污染，可能會誘發表觀遺傳學變化，而導致哮喘的發展。雖然不同研究之間存有異質性，但研究發現PM2.5、二氧化氮與兒童時期哮喘發展之間存在顯著關聯。此外，母親暴露於慢性壓力源最有可能在貧困社區發生，由於這可能與兒童哮喘相關，而進一步解釋兒童早期暴露於空氣污染、社區貧困和兒童風險之間的聯繫。同樣的，貧困社區與污染源的位置和暴露有關，也與更大的慢性個人壓力有關，母體免疫系統的壓力負荷會被改變。反過來，兒童會因此出現不良後果，包括增加對空氣污染的敏感性。

### 一氧化碳的危害
一氧化碳是種無色無味的氣體，在悶燒火源的附近濃度最高。一氧化碳對野地消防員的健康構成嚴重威脅。一氧化碳經吸入肺部後，會進入血液，而減少血液攜帶氧氣到身體重要器官的能力。高濃度的一氧化碳會導致頭痛、虛弱、頭暈、意識模糊、噁心、失去方向感、視力障礙、昏迷，甚至是死亡。即使在野火中的較低濃度，患有心血管疾病的人也會出現胸痛和心律失常。 最近一項追踪1990年至2006年野地消防員死亡人數和原因的研究發現，心臟病發作死亡的比率有21.9%。
野火對健康的另一重要，但不太明顯的影響是精神疾病和失調。研究人員發現美國、加拿大、希臘和澳大利亞等國，經歷過野火的成年人和兒童，他們表現出幾種不同的精神狀況，顯示是直接和間接由野火影響的緣故。症狀包括創傷後壓力症候群 (PTSD)、抑鬱、焦慮和恐懼症。

### 流行病學
在過去幾十年裡，美國西部的野火發生頻率和強度都在增加。這一增長歸因於美國西部的乾燥氣候和全球變暖的影響。據估計，從2004年到2009年，美國西部有4,600萬人暴露在野火煙霧中。有證據顯示野火煙霧會增加大氣中的懸浮微粒含量。
EPA已發佈國家環境空氣品質標準，為空氣中可接受的懸浮微粒濃度設立標準，並強制監測環境空氣品質。由於這些監測計劃，以及人口稠密地區附近發生的幾起大型野火，隨之的流行病學研究已證明人類健康影響與野火煙霧引起的微粒增加之間有關聯。
國家環境空氣品質標準是《美國清潔空氣法案》中的一部分，為污染物水平和環境空氣品質監測提供強制性指南。除這類監測計劃外，人口稠密地區附近野火發生率的增加也促成多項流行病學研究。此類研究顯示，野火煙霧對人類健康的負面影響與懸浮微粒增加之間存在關聯。顆粒物的大小很重要，因為較小的顆粒物很容易被吸入。而體積越小者會深入部肺組織，導致呼吸窘迫，以及疾病發生。 
2002年6月科羅拉多州海曼大火排放的PM煙霧增加，與當地COPD患者呼吸道症狀的增加有關。採取類似的方式觀察2003年10月南加州發生的野火，調查人員發現煙霧中PM的到達峰值濃度時，因哮喘發生而住院的人數有所增加。 另一項流行病學研究發現，與相對非煙霧天氣相比，在PM2.5濃度高的期間，呼吸道相關症狀住院增加7.2%。
參與兒童健康研究計畫的兒童，其眼睛和呼吸道症狀、藥物使用和就診次數也出現增加的情況。最近有證據顯示，在野火期間懷孕的母親生下的嬰兒，與未曾暴露過野火的母親相比，平均出生體重略有下降。這顯示孕婦也更容易受到野火的不利影響。]據估計，全世界每年有339,000人因受野火煙霧影響而死亡。
雖然顆粒物的尺寸是影響健康的重要因素，但還應考慮野火煙霧中PM2.5的化學成分。先前的研究顯示野火煙霧中PM2.5的化學成分，與其他煙霧相比，可對人類健康結果產生不同的結果。暴露於野火煙霧的人，其健康結果可能與暴露於固體燃料（如燃燒煤炭、木炭、木材及動物糞便）等煙霧來源的人不同。

## 文化層面
野火在許多文化中都佔有一席之地。 “To spread like wildfire（像野火般不脛而走）”是英語中的常用成語，意思是“迅速影響或被越來越多的人知道”的事物。斯莫基熊（Smokey Bear）防火運動產生美國最受歡迎的角色之一，多年來一直有個神氣活現的斯莫基雄吉祥物，甚至還發行郵票作紀念。

### 資料來源
- Alvarado, Ernesto; Sandberg, David V; Pickford, Stewart G (Special Issue 1998).  (PDF). Northwest Science: 66–75.   [2009-02-06]. （原始内容 (PDF)存档于2009-02-26）.
- (PDF). Parliament House, Canberra: Bushfire CRC. 2007-02-27  [2009-01-09]. （原始内容 (PDF)存档于2009-02-16）.
- (PDF). Council of Australian Governments (COAG) Inquiry on Bushfire Mitigation and Management.   [2009-07-10]. （原始内容 (PDF)存档于2009-05-15）.
- Billing, P.  (PDF). Victoria Department of Sustainability and Environment. June 1983  [2009-06-26]. （原始内容存档 (PDF)于2007-09-21）.
- de Souza Costa, Fernando; Sandberg, David.  (PDF). Combustion and Flame. 2004, (139): 227–238  [2009-02-06]. （原始内容存档 (PDF)于2011-10-24）.
- (PDF). Advantage. June 2004, 5 (4)  [2009-01-13]. （原始内容 (PDF)存档于2009-02-26）.
- (PDF). National Interagency Fire Center. 2005-04-18  [2009-06-26]. （原始内容 (PDF)存档于2009-09-01）.
- Finney, Mark A.  (PDF). US Forest Service. March 1998  [2009-02-05]. （原始内容 (PDF)存档于2009-02-26）.
- (PDF). NSW Rural Fire Service.   [2009-02-04]. （原始内容 (PDF)存档于2008-07-22）.
- (PDF). National Wildfire Coordinating Group. November 2008  [2008-12-18]. （原始内容存档 (PDF)于2008-08-21）. (HTML version)
- Graham, Russell; McCaffrey, Sarah; Jain, Theresa B.  (2.79 MB PDF). General Technical Report RMRS-GTR-120 (Fort Collins, CO: United States Department of Agriculture, Forest Service, Rocky Mountain Research Station). April 2004  [2009-02-06]. （原始内容存档 (PDF)于2022-04-01）.
- Grove, A T; Rackham, Oliver. . New Haven, CT: Yale University Press. 2001  [2009-07-17]. ISBN 978-0-300-10055-6.
- Karki, Sameer.  (PDF). Project FireFight South East Asia. 2002  [2009-02-13]. （原始内容 (PDF)存档于2007-07-30）.
- Keeley, J E.  (PDF). International Journal of Wildland Fire. 2009, 18 (1): 116–126  [2023-05-31]. doi:10.1071/WF07049. （原始内容存档 (PDF)于2010-06-28）.
- (PDF). National Interagency Fire Council. 2003-06-20  [2008-12-21]. （原始内容 (PDF)存档于2009-05-14）.
- Lyons, John W. . United States: John Wiley & Sons, Inc. 1971. ISBN 978-0-471-55740-1.
- Martell, David L; Sun, Hua.  (PDF). Canadian Journal of Forest Research. 2008, 38 (6): 1547–1563  [2009-06-26]. doi:10.1139/X07-210. （原始内容 (PDF)存档于2009-03-25）.
- McKenzie, D; Gedalof, Z; Peterson, D L; Mote, P.  (PDF). Conservation Biology. 2004, 18 (4): 890–902  [2023-05-31]. S2CID 54617780. doi:10.1111/j.1523-1739.2004.00492.x. （原始内容存档 (PDF)于2006-09-14）.
- (PDF). National Wildfire Coordinating Group.   [2008-12-11]. （原始内容 (PDF)存档于2008-09-17）.
- Nepstad, Daniel C.  (PDF). World Wide Fund for Nature (WWF International). 2007  [2009-07-09]. （原始内容存档 (PDF)于2012-05-12）.
- Olson, Richard Stuart; Gawronski, Vincent T.  (PDF). Quick Response Research Report. 2005, 173  [2009-07-15]. （原始内容 (PDF)存档于2007-07-13）. (HTML version)
- Pausas, Juli G; Keeley, Jon E.  (PDF). BioScience. July–August 2009, 59 (7): 593–601  [2023-05-31]. ISSN 0006-3568. S2CID 43217453. doi:10.1525/bio.2009.59.7.10. hdl:10261/57324. （原始内容存档 (PDF)于2011-06-12）.
- Peuch, Eric. Butler, B W; Alexander, M E , 编.  (PDF). Missoula, Montana: The International Association of Wildland Fire, Hot Springs, South Dakota. 26–28 April 2005  [2007-09-27]. （原始内容 (PDF)存档于2007-09-28）. |contribution=被忽略 (帮助)
- Pitkänen, Aki; Huttunen, Pertti; Jungner, Högne; Meriläinen, Jouko; Tolonen, Kimmo.  (PDF). Annales Botanici Fennici. 2003-02-28, 40: 15–33  [2023-05-31]. ISSN 0003-3847. （原始内容存档 (PDF)于2021-03-08）.
- Plucinski, M; Gould, J; McCarthy, G; Hollis, J.  (PDF) (报告). Bushfire Cooperative Research Centre. June 2007  [2009-03-04]. ISBN 978-0-643-06534-5. （原始内容存档 (PDF)于2021-02-24）.
- San-Miguel-Ayanz, Jesus; Ravail, Nicolas; Kelha, Vaino; Ollero, Anibal.  (PDF). Natural Hazards. 2005, 35 (3): 361–376  [2009-03-05]. CiteSeerX 10.1.1.475.880 . S2CID 89606739. doi:10.1007/s11069-004-1797-2. （原始内容 (PDF)存档于2009-03-20）.
- van Wagtendonk, Jan W.  (PDF). Sierra Nevada Ecosystem Project: Final Report to Congress, Vol. II, Assessments and Scientific Basis for Management Options. 1996: 1155–1166  [2009-02-05]. （原始内容存档 (PDF)于2009-02-26）.
- van Wagtendonk, Jan W.  (PDF). Fire Ecology. 2007, 3 (2): 3–17  [2008-08-24]. S2CID 85841606. doi:10.4996/fireecology.0302003. （原始内容 (PDF)存档于2016-09-02）. (U.S. Government public domain material published in Association journal. See WERC Highlights – April 2008)

- . Congressional Research Service. 2022  [2022-10-19]. （原始内容存档于2023-08-16）.

署名
- 本条目引用的公有领域材料来自National Park Service的网站或文档。
- 本条目引用的公有领域材料来自美国国家职业安全卫生研究所的网站或文档。

## 外部連結
- Current global map of hotspots (fires, volcanos, flare stacks), and fine particulates. Note that hotspot pixels do not indicate size. （页面存档备份，存于）